# Persone di nome Joseph
| Questa pagina contiene informazioni ricavate automaticamente dalle voci biografiche con l'ausilio del template Bio e di un bot. L'aggiornamento è periodico e automatico e ricostruisce completamente la pagina. Se manca una persona in questa lista, sei pregato di non aggiungerla, ma accertati piuttosto che la sua voce biografica contenga il template Bio e che i dati anagrafici siano correttamente compilati. Se il template Bio manca, inseriscilo tu stesso o, in alternativa, metti l'avviso {{tmp\|Bio}} che ne segnala la mancanza. Se i dati riportati sono sbagliati, correggi direttamente la voce biografica; le modifiche saranno visibili in questa lista entro pochi giorni. Per chiarimenti vedi il progetto antroponimi. La lista contiene solo le 1.896 persone che sono citate nell'enciclopedia e per le quali è stato implementato correttamente il template Bio. Pagina aggiornata al 6 ago 2025. |

Questa è una lista di persone presenti nell'enciclopedia che hanno il nome Joseph, suddivise per attività principale.

## Abati(2)
- Joseph Marie Terray, abate e politico francese (Boën-sur-Lignon, n. 1715 - Parigi, † 1778)
- Joseph Xaupi, abate, scrittore e letterato francese (Perpignano, n. 1688 - Parigi, † 1778)

## Allenatori di baseball(2)
- Joe Maddon, allenatore di baseball e ex giocatore di baseball statunitense (West Hazleton, n. 1954)
- Joe McCarthy, allenatore di baseball statunitense (Filadelfia, n. 1887 - Buffalo, † 1978)

## Allenatori di calcio(21)
- Joseph Akpala, allenatore di calcio e ex calciatore nigeriano (Jos, n. 1986)
- Joey Barton, allenatore di calcio e ex calciatore inglese (Liverpool, n. 1982)
- Joe Brincat, allenatore di calcio e ex calciatore maltese (Ħamrun, n. 1970)
- John van den Brom, allenatore di calcio, dirigente sportivo e ex calciatore olandese (Amersfoort, n. 1966)
- Joe Cilia, allenatore di calcio e calciatore maltese (n. 1937 - Msida, † 2017)
- Joe Cole, allenatore di calcio e ex calciatore inglese (Londra, n. 1981)
- Joe Corrigan, allenatore di calcio e ex calciatore britannico (Manchester, n. 1948)
- Joe Enochs, allenatore di calcio e ex calciatore statunitense (Petaluma, n. 1971)
- Joe Fascione, allenatore di calcio e calciatore scozzese (Coatbridge, n. 1945 - † 2019)
- Joseph Gonzales, allenatore di calcio e calciatore francese (Béni Saf, n. 1907 - Aubagne, † 1984)
- Joe Harper, allenatore di calcio e ex calciatore scozzese (Greenock, n. 1948)
- Joe Hooley, allenatore di calcio e calciatore inglese (Hoyland, n. 1938 - Barnsley, † 2021)
- Joseph Limeburner, allenatore di calcio e ex calciatore americo-verginiano (n. 1976)
- Joe Montemurro, allenatore di calcio e ex calciatore australiano (Melbourne, n. 1969)
- Joseph Musonda, allenatore di calcio e ex calciatore zambiano (Kalulushi, n. 1977)
- Joseph Nane, allenatore di calcio e ex calciatore camerunese (Yaoundé, n. 1987)
- Joseph Oosting, allenatore di calcio e ex calciatore olandese (Emmen, n. 1972)
- Joe Parkinson, allenatore di calcio e ex calciatore inglese (Eccles, n. 1971)
- Joe Smith, allenatore di calcio e calciatore inglese (Dudley, n. 1889 - Blackpool, † 1971)
- Joe Waters, allenatore di calcio e ex calciatore irlandese (Limerick, n. 1953)
- Joseph Yobo, allenatore di calcio e ex calciatore nigeriano (Kono, n. 1980)

## Allenatori di football americano(1)
- Joe Philbin, allenatore di football americano statunitense (Springfield, n. 1961)

## Allenatori di hockey su ghiaccio(3)
- Joe Cirella, allenatore di hockey su ghiaccio e ex hockeista su ghiaccio canadese (Hamilton, n. 1963)
- Joseph Ferraccioli, allenatore di hockey su ghiaccio, dirigente sportivo e ex hockeista su ghiaccio canadese (Brantford, n. 1966)
- Joe Mullen, allenatore di hockey su ghiaccio e ex hockeista su ghiaccio statunitense (New York, n. 1957)

## Allenatori di pallacanestro(2)
- Joe Mazzulla, allenatore di pallacanestro e ex cestista statunitense (Johnston, n. 1988)
- Joe Prunty, allenatore di pallacanestro statunitense (Sunnyvale, n. 1969)

## Alpinisti(1)
- Sepp Innerkofler, alpinista e militare austriaco (Sesto, n. 1865 - Monte Paterno, † 1915)

## Altisti(1)
- Joseph Stadler, altista e triplista statunitense (Cleveland, n. 1880 - Temple City, † 1950)

## Ammiragli(2)
- Joseph Andrault de Langeron, ammiraglio francese (Parigi, n. 1649 - Sceaux, † 1711)
- Joseph de Bauffremont, ammiraglio francese (Parigi, n. 1714 - † 1781)

## Animatori(4)
- Joe Murray, animatore e sceneggiatore statunitense (San Jose, n. 1961)
- Joe Ranft, animatore, doppiatore e sceneggiatore statunitense (Pasadena, n. 1960 - Contea di Mendocino, † 2005)
- JL Roop, animatore e scultore statunitense (Louisville, n. 1869 - Glendale, † 1932)
- Joe Ruby, animatore, produttore televisivo e montatore statunitense (Los Angeles, n. 1933 - Westlake Village, † 2020)

## Antropologi(2)
- Joseph Epes Brown, antropologo e storico delle religioni statunitense (Ridgefield, n. 1920 - Stevensville, † 2000)
- J. D. Unwin, antropologo e etnologo inglese (n. 1895 - † 1936)

## Arbitri di pallacanestro(1)
- Joey Crawford, ex arbitro di pallacanestro statunitense (Filadelfia, n. 1951)

## Archeologi(5)
- Joseph Baumgarten, archeologo austriaco (Vienna, n. 1928 - Gerusalemme, † 2008)
- Joseph Déchelette, archeologo francese (Roanne, n. 1862 - Vingré, † 1914)
- Joseph Anselm Feuerbach, archeologo e filologo classico tedesco (Jena, n. 1798 - Friburgo in Brisgovia, † 1851)
- Joseph Führer, archeologo tedesco (Monaco di Baviera, n. 1858 - Bamberga, † 1903)
- Joseph Mertens, archeologo belga (Tienen, n. 1921 - Wezembeek-Oppem, † 2007)

## Architetti(16)
- Joseph Abeille, architetto francese (n. 1673 - † 1752)
- Joseph Horatio Anderson, architetto statunitense (Annapolis, † 1778)
- Joseph Bonomi il Vecchio, architetto italiano (Roma, n. 1739 - Londra, † 1808)
- Joseph Effner, architetto tedesco (Dachau, n. 1687 - Monaco di Baviera, † 1745)
- Joseph Emanuel Fischer von Erlach, architetto austriaco (Vienna, n. 1693 - Vienna, † 1742)
- Joseph Greissing, architetto tedesco (Hohenweiler, n. 1664 - Würzburg, † 1721)
- Joseph Kornhäusel, architetto austriaco (Vienna, n. 1782 - Vienna, † 1860)
- Joseph Maria Olbrich, architetto austriaco (Troppau, n. 1867 - Düsseldorf, † 1908)
- Joseph Paxton, architetto britannico (Milton Bryant, n. 1803 - Sydenham, † 1865)
- Joseph Pickford, architetto inglese (Warwickshire, n. 1734 - † 1782)
- Joseph Poelaert, architetto belga (Bruxelles, n. 1817 - Bruxelles, † 1879)
- Joseph Lyman Silsbee, architetto statunitense (Salem, n. 1848 - Phoenix, † 1913)
- Albert Tournaire, architetto francese (Nizza, n. 1862 - Parigi, † 1958)
- Joseph Urban, architetto, scenografo e designer austriaco (Vienna, n. 1872 - New York, † 1933)
- Joseph Auguste Émile Vaudremer, architetto francese (Parigi, n. 1829 - Antibes, † 1914)
- Joseph di Pasquale, architetto italiano (Como, n. 1968)

## Arcivescovi(1)
- Joseph Powathil, arcivescovo indiano (Travancore, n. 1930 - Changanassery, † 2023)

## Arcivescovi cattolici(31)
- Joseph Aké Yapo, arcivescovo cattolico ivoriano (Memni, n. 1951)
- Joseph Adam von Arco, arcivescovo cattolico austriaco (Salisburgo, n. 1733 - Graz, † 1802)
- Joseph Arshad, arcivescovo cattolico pakistano (Lahore, n. 1964)
- Joseph Atanga, arcivescovo cattolico camerunese (Akok-Bekoe, n. 1952)
- Joseph Attipetty, arcivescovo cattolico indiano (Ochanthuruth, n. 1894 - Ernakulam, † 1970)
- Joseph Chennoth, arcivescovo cattolico indiano (Kokkamangalam, n. 1943 - Tokyo, † 2020)
- Joseph Colgan, arcivescovo cattolico irlandese (Donore, n. 1824 - Madras, † 1911)
- Joseph Eric D'Arcy, arcivescovo cattolico australiano (Brighton, n. 1924 - Melbourne, † 2005)
- Joseph Augustine Di Noia, arcivescovo cattolico statunitense (New York, n. 1943)
- Joseph Dixon, arcivescovo cattolico irlandese (Coalisland, n. 1806 - Armagh, † 1866)
- Joseph Marie Louis Duval, arcivescovo cattolico francese (Chênex, n. 1928 - Saint-Jorioz, † 2009)
- Joseph Effiong Ekuwem, arcivescovo cattolico nigeriano (Offi Udah, n. 1949)
- Joseph Anthony Fiorenza, arcivescovo cattolico statunitense (Beaumont, n. 1931 - Houston, † 2022)
- Joseph Everard Harris, arcivescovo cattolico trinidadiano (Arouca, n. 1942)
- Joseph Maria von Fraunberg, arcivescovo cattolico tedesco (Fraunberg, n. 1768 - Bamberga, † 1842)
- Joseph Kalathiparambil, arcivescovo cattolico indiano (Vaduthala, n. 1952)
- Joseph Edward Kurtz, arcivescovo cattolico statunitense (Shenandoah, n. 1946)
- Joseph Li Shan, arcivescovo cattolico cinese (Pechino, n. 1965)
- Joseph Thomas McGucken, arcivescovo cattolico statunitense (Los Angeles, n. 1902 - San Francisco, † 1983)
- Joseph Mercieca, arcivescovo cattolico maltese (Victoria, n. 1928 - Żejtun, † 2016)
- Joseph Serge Miot, arcivescovo cattolico haitiano (Jérémie, n. 1946 - Port-au-Prince, † 2010)
- Joseph Fred Naumann, arcivescovo cattolico statunitense (Saint Louis, n. 1949)
- Joseph Nguyễn Chí Linh, arcivescovo cattolico vietnamita (Ba Làng, n. 1949)
- Joseph Nguyễn Năng, arcivescovo cattolico vietnamita (Phúc Nhạc, n. 1953)
- Joseph Ngô Quang Kiệt, arcivescovo cattolico vietnamita (My Són, n. 1952)
- Joseph von Schork, arcivescovo cattolico tedesco (Kleinheubach, n. 1829 - Bamberga, † 1905)
- Joseph Mitsuaki Takami, arcivescovo cattolico giapponese (Nagasaki, n. 1946)
- Joseph Vũ Văn Thiên, arcivescovo cattolico vietnamita (Kẻ Sặt, n. 1960)
- Joseph Walland, arcivescovo cattolico austriaco (Novavilla, n. 1763 - Gorizia, † 1834)
- Joseph Jules Zerey, arcivescovo cattolico egiziano (Alessandria d'Egitto, n. 1941)
- Joseph Đặng Đức Ngân, arcivescovo cattolico vietnamita (Hanoi, n. 1957)

## Artigiani(2)
- Joseph Malliard, artigiano austriaco (Vienna, n. 1748 - † 1814)
- Joseph Pinam, artigiano inglese

## Artisti(6)
- Josef Bau, artista e poeta polacco (Cracovia, n. 1920 - Tel Aviv, † 2002)
- Joe Coleman, artista, pittore e illustratore statunitense (n. 1955)
- Joseph Cornell, artista statunitense (Nyack, n. 1903 - † 1972)
- Paa Joe, artista ghanese (Akuapim, n. 1947)
- Joseph Kosuth, artista statunitense (Toledo, n. 1945)
- Joseph Pujol, artista e imprenditore francese (Marsiglia, n. 1857 - Tolone, † 1945)

## Artisti marziali misti(4)
- Joseph Benavidez, artista marziale misto statunitense (San Antonio, n. 1984)
- Joseph Duffy, artista marziale misto irlandese (Donegal Town, n. 1988)
- Joe Lauzon, artista marziale misto statunitense (Brockton, n. 1984)
- Joe Soto, artista marziale misto statunitense (Porterville, n. 1987)

## Assassini seriali(7)
- Joe Ball, serial killer statunitense (San Antonio, n. 1896 - Elmendorf, † 1938)
- Joseph James DeAngelo, serial killer statunitense (Bath, n. 1945)
- Joseph E. Duncan III, serial killer statunitense (Fort Bragg, n. 1963 - Terre Haute, † 2021)
- Joseph Paul Franklin, serial killer e terrorista statunitense (Mobile, n. 1950 - Bonne Terre, † 2013)
- Lyle ed Erik Menéndez, serial killer statunitense (New York, n. 1968)
- Joseph Naso, serial killer statunitense (Rochester, n. 1934)
- Michael Swango, serial killer statunitense (Tacoma, n. 1954)

## Astronauti(6)
- Joseph Acaba, astronauta statunitense (Inglewood, n. 1967)
- Joseph P. Allen, astronauta e fisico statunitense (Crawfordsville, n. 1937)
- Josh Cassada, astronauta statunitense (San Diego, n. 1973)
- Joe Engle, astronauta statunitense (Abilene, n. 1932 - Houston, † 2024)
- Joseph Kerwin, ex astronauta e medico statunitense (Oak Park, n. 1932)
- Joseph Tanner, ex astronauta statunitense (Danville, n. 1950)

## Astronomi(14)
- Joseph L. Brady, astronomo statunitense
- Joseph Churms, astronomo sudafricano (n. 1926 - Woodstock, † 1994)
- Joseph A. Dellinger, astronomo statunitense (n. 1961)
- Joseph Helffrich, astronomo tedesco (Mannheim, n. 1890 - Mannheim, † 1971)
- Joseph R. Hobart, astronomo statunitense (n. 1944)
- Joseph J. Hunaerts, astronomo belga (Bruxelles, n. 1912 - † 1979)
- Jérôme Lalande, astronomo francese (Bourg-en-Bresse, n. 1732 - Parigi, † 1807)
- Joseph-Jean-Pierre Laurent, astronomo francese (Bagnols-sur-Cèze, n. 1823 - Marsiglia, † 1900)
- Joseph Lepaute Dagelet, astronomo e matematico francese (Thonne-la-Long, n. 1751 - Vanikoro, † 1788)
- Joseph Johann von Littrow, astronomo austriaco (Horšovský Týn, n. 1781 - Vienna, † 1840)
- Joseph Masiero, astronomo statunitense (n. 1982)
- Joseph L. Montani, astronomo statunitense (Perth Amboy, n. 1952)
- Joseph Rheden, astronomo austriaco (Amlach, n. 1873 - Lienz, † 1946)
- Joseph Veverka, astronomo statunitense (Pelhřimov, n. 1941)

## Attori pornografici(1)
- Joey Yale, attore pornografico statunitense (Lynch, n. 1949 - Palm Springs, † 1986)

## Attori teatrali(2)
- Joseph Grimaldi, attore teatrale e danzatore britannico (Clare Market, n. 1778 - Pentonville, † 1837)
- Joseph Patrat, attore teatrale e drammaturgo francese (Arles, n. 1733 - Parigi, † 1801)

## Aviatori(5)
- Joseph Henri Guiguet, aviatore e militare francese (Veyrins, n. 1891 - Corbelin, † 1979)
- Joseph E. Hallonquist, aviatore canadese (Mission, n. 1895 - Moose Jaw, † 1958)
- Joseph Patrick Kennedy Jr., aviatore statunitense (Hull, n. 1915 - Suffolk, † 1944)
- Joseph Kittinger, aviatore statunitense (Tampa, n. 1928 - Orlando, † 2022)
- Joseph Albert Walker, aviatore e astronauta statunitense (Washington, n. 1921 - Barstow, † 1966)

## Avventurieri(1)
- Joseph R. Walker, avventuriero e esploratore statunitense (Contea di Roane, n. 1798 - Contea di Contra Costa, † 1876)

## Avvocati(11)
- Jean Chrétien, avvocato e politico canadese (Shawinigan, n. 1934)
- Joseph Anton Clemenz, avvocato, giudice e politico svizzero (Visp, n. 1810 - Visp, † 1872)
- Joseph Hoch, avvocato e filantropo tedesco (Francoforte sul Meno, n. 1815 - Francoforte sul Meno, † 1874)
- Joseph Marzell Hoffmann, avvocato e politico svizzero (Rorschach, n. 1809 - Rorschach, † 1888)
- Joseph B. Keenan, avvocato statunitense (n. 1888 - † 1954)
- Jean Joseph Pierre Pascalis, avvocato francese (Eyguières, n. 1732 - Aix-en-Provence, † 1790)
- Joseph Lee Smith, avvocato e militare statunitense (New Britain, n. 1776 - † 1846)
- Joseph Sperges, avvocato e diplomatico austriaco (Innsbruck, n. 1725 - Vienna, † 1791)
- Joe Tacopina, avvocato e dirigente sportivo statunitense (New York, n. 1966)
- Pierre Trudeau, avvocato e politico canadese (Montréal, n. 1919 - Montréal, † 2000)
- Joseph diGenova, avvocato statunitense (Wilmington, n. 1945)

## Banchieri(2)
- Joseph Smith, banchiere, collezionista d'arte e diplomatico inglese (n. 1682 - Venezia, † 1770)
- Joseph Süß Oppenheimer, banchiere tedesco (Heidelberg, n. 1692 - Stoccarda, † 1738)

## Bassisti(5)
- Joe Bouchard, bassista statunitense (Watertown, n. 1948)
- Joe DiBiase, bassista statunitense (n. 1957)
- Dusty Hill, bassista, tastierista e cantante statunitense (Dallas, n. 1949 - Houston, † 2021)
- Joe Long, bassista statunitense (Elizabeth, n. 1941 - Long Beach, † 2021)
- Joe Osborn, bassista statunitense (Louisiana, n. 1937 - Louisiana, † 2018)

## Batteristi(5)
- Joey Castillo, batterista statunitense (Gardena, n. 1966)
- Philly Joe Jones, batterista statunitense (Filadelfia, n. 1923 - Filadelfia, † 1985)
- Joey Kramer, batterista statunitense (New York, n. 1950)
- Joe LaBarbera, batterista e compositore statunitense (Mount Morris, n. 1948)
- Joe Morello, batterista statunitense (Springfield, n. 1928 - Irvington, † 2011)

## Bibliografi(1)
- Joseph Zedner, bibliografo e bibliotecario tedesco (Głogów, n. 1804 - Berlino, † 1871)

## Biblisti(1)
- Joseph Franz von Allioli, biblista tedesco (Sulzbach, n. 1793 - Augusta, † 1873)

## Biochimici(1)
- Joseph Goldstein, biochimico e genetista statunitense (Kingstree, n. 1940)

## Biologi(2)
- Joseph G. Gall, biologo statunitense (Washington, n. 1928 - Baltimora, † 2024)
- Joseph Grinnell, biologo e zoologo statunitense (n. 1877 - † 1939)

## Bobbisti(3)
- Joseph Beerli, bobbista svizzero (n. 1901 - † 1967)
- Joseph Smith, bobbista statunitense (n. 1925 - † 1983)
- Joe Wilson, bobbista statunitense (Lake Placid, n. 1935 - Keene, † 2019)

## Boccisti(1)
- Joseph Pioz, boccista francese (n. 1923)

## Botanici(15)
- Joseph Friedrich Nicolaus Bornmüller, botanico tedesco (Hildburghausen, n. 1862 - Weimar, † 1948)
- Joseph Burtt Davy, botanico inglese (Findern, n. 1870 - Birmingham, † 1940)
- Joseph Gaertner, botanico tedesco (Calw, n. 1732 - Tubinga, † 1791)
- Charles Gaillardot, botanico e medico francese (Lunéville, n. 1814 - Bhamdoun, † 1883)
- Joseph Hers, botanico belga (n. 1884 - † 1965)
- Joseph Dalton Hooker, botanico inglese (Halesworth, n. 1817 - Sunningdale, † 1911)
- Joseph Knight, botanico inglese (Brindle, n. 1778 - † 1855)
- Joseph Gottlieb Kölreuter, botanico e scienziato tedesco (Sulz am Neckar, n. 1733 - Karlsruhe, † 1806)
- Joseph Nelson Rose, botanico statunitense (Contea di Union, n. 1862 - † 1928)
- August Schenk, botanico austriaco (Hallein, n. 1815 - Lipsia, † 1891)
- Josef August Schultes, botanico, medico e scrittore austriaco (Vienna, n. 1773 - Landshut, † 1831)
- Joseph Pitton de Tournefort, botanico francese (Aix-en-Provence, n. 1656 - Parigi, † 1708)
- Joseph Whittaker, botanico inglese (Breadsall, n. 1813 - † 1894)
- Joseph Gerhard Zuccarini, botanico tedesco (Monaco di Baviera, n. 1797 - Monaco di Baviera, † 1848)
- Joseph de Jussieu, botanico francese (Lione, n. 1704 - Parigi, † 1779)

## Canoisti(2)
- Joseph Clarke, canoista britannico (Stoke-on-Trent, n. 1992)
- Joe Jacobi, ex canoista statunitense (Washington, n. 1969)

## Canottieri(10)
- Joseph Dempsey, canottiere statunitense (n. 1875 - Filadelfia, † 1942)
- Joseph Hansen, ex canottiere statunitense (Bakersfield, n. 1979)
- Jamie McLoughlin, canottiere statunitense (n. 1878 - † 1962)
- Joseph O'Brien, canottiere australiano (Dubbo, n. 1998)
- Rémy Orban, canottiere belga (Herve, n. 1880 - † 1951)
- Joe Rantz, canottiere statunitense (Spokane, n. 1914 - Redmond, † 2007)
- Joseph Schauers, canottiere statunitense (n. 1909 - † 1987)
- Joseph Sullivan, canottiere neozelandese (Rangiora, n. 1987)
- Joseph Wright Jr., canottiere canadese (Toronto, n. 1906 - Toronto, † 1981)
- Joseph Wright, canottiere canadese (Villanova, n. 1864 - Toronto, † 1950)

## Cantanti(17)
- Joseph Attieh, cantante libanese (Batrun, n. 1987)
- Joe Brown, cantante e chitarrista britannico (Swarby, n. 1941)
- Joey Cape, cantante statunitense (Santa Barbara, n. 1966)
- Joe Cutajar, cantante maltese (La Valletta, n. 1941 - La Valletta, † 2024)
- Joe Dassin, cantante e compositore statunitense (New York, n. 1938 - Papeete, † 1980)
- Joe Dolan, cantante irlandese (Mullingar, n. 1939 - Dublino, † 2007)
- Joe Duplantier, cantante, chitarrista e produttore discografico francese (Parigi, n. 1976)
- Joey Fatone, cantante, attore e personaggio televisivo statunitense (New York, n. 1977)
- Harry Connick Jr., cantante e attore statunitense (New Orleans, n. 1967)
- Joe Grech, cantante maltese (Cospicua, n. 1934 - † 2024)
- Oscar Loya, cantante statunitense (Indio, n. 1979)
- Reynaert, cantante belga (Seraing, n. 1955 - Seraing, † 2020)
- Eek-A-Mouse, cantante giamaicano (Kingston, n. 1957)
- Joseph Shabalala, cantante e musicista sudafricano (Ladysmith, n. 1940 - Pretoria, † 2020)
- Joseph Taylor, cantante inglese (North Lincolnshire, n. 1833 - Lincolnshire, † 1910)
- Wednesday 13, cantante statunitense (Charlotte, n. 1976)
- Joseph Williams, cantante e tastierista statunitense (Santa Monica, n. 1960)

## Cantautori(12)
- Joeboy, cantautore nigeriano (Lagos, n. 1997)
- T Bone Burnett, cantautore e produttore discografico statunitense (St. Louis, n. 1948)
- Holden, cantautore e produttore discografico italiano (Roma, n. 2000)
- Joe Dolce, cantautore, scrittore e poeta statunitense (Painesville, n. 1947)
- Joe Esposito, cantautore statunitense (Brooklyn, n. 1948)
- Joe Henry, cantautore e produttore discografico statunitense (Charlotte, n. 1960)
- Joe Jonas, cantautore, musicista e attore statunitense (Casa Grande, n. 1989)
- J Mascis, cantautore statunitense (Amherst, n. 1965)
- Country Joe McDonald, cantautore statunitense (Washington, n. 1942)
- Joey McIntyre, cantautore e attore statunitense (Needham, n. 1972)
- Joe South, cantautore e chitarrista statunitense (Atlanta, n. 1940 - Buford, † 2012)
- Roch Voisine, cantautore, chitarrista e armonicista canadese (Edmundston, n. 1963)

## Cardinali(20)
- Joseph Anton von Auersperg, cardinale e vescovo cattolico austriaco (Vienna, n. 1734 - Passavia, † 1795)
- Joseph Bernardin, cardinale e arcivescovo cattolico statunitense (Columbia, n. 1928 - Chicago, † 1996)
- Joseph Bernet, cardinale e arcivescovo cattolico francese (Saint-Flour, n. 1770 - Aix-en-Provence, † 1846)
- Joseph Marie Anthony Cordeiro, cardinale e arcivescovo cattolico pakistano (Bombay, n. 1918 - Karachi, † 1994)
- Joseph Coutts, cardinale e arcivescovo cattolico pakistano (Amritsar, n. 1945)
- Joseph Fesch, cardinale, diplomatico e arcivescovo cattolico francese (Ajaccio, n. 1763 - Roma, † 1839)
- Joseph Hippolyte Guibert, cardinale, arcivescovo cattolico e religioso francese (Aix-en-Provence, n. 1802 - Parigi, † 1886)
- Joseph Hergenröther, cardinale e storico tedesco (Würzburg, n. 1824 - Abbazia di Mehrerau, † 1890)
- Joseph Höffner, cardinale e arcivescovo cattolico tedesco (Horhausen, n. 1906 - Colonia, † 1987)
- Joseph Dominick von Lamberg, cardinale e vescovo cattolico austriaco (Stiria, n. 1680 - Passavia, † 1761)
- Joseph MacRory, cardinale e arcivescovo cattolico britannico (Armagh, n. 1861 - Armagh, † 1945)
- Joseph Parecattil, cardinale indiano (Kidangoor, n. 1912 - Kochi, † 1987)
- Joseph Othmar von Rauscher, cardinale e arcivescovo cattolico austriaco (Vienna, n. 1797 - Vienna, † 1875)
- Joseph Elmer Ritter, cardinale e arcivescovo cattolico statunitense (New Albany, n. 1892 - Saint Louis, † 1967)
- Joseph Asajiro Satowaki, cardinale e arcivescovo cattolico giapponese (Shittsu, n. 1904 - Nagasaki, † 1996)
- Joseph Schröffer, cardinale e arcivescovo cattolico tedesco (Ingolstadt, n. 1903 - Norimberga, † 1983)
- Joseph William Tobin, cardinale e arcivescovo cattolico statunitense (Detroit, n. 1952)
- Joseph Marie Trịnh Như Khuê, cardinale e arcivescovo cattolico vietnamita (Trang-Duê, n. 1898 - Hà Nôi, † 1978)
- Joseph Wendel, cardinale e arcivescovo cattolico tedesco (Blieskastel, n. 1901 - Monaco di Baviera, † 1960)
- Joseph Zen Ze-kiun, cardinale e vescovo cattolico cinese (Shanghai, n. 1932)

## Cartografi(1)
- Joseph Frederick Wallet Desbarres, cartografo britannico (n. 1721 - Halifax, † 1824)

## Cavalieri(1)
- Joseph Fargis, cavaliere statunitense (New York, n. 1948)

## Ceramisti(1)
- Joseph Fauchier, ceramista francese (Peyruis, n. 1687 - † 1751)

## Chimici(10)
- Joseph Black, chimico e medico scozzese (Bordeaux, n. 1728 - Edimburgo, † 1799)
- Joseph Caventou, chimico francese (n. 1795 - † 1877)
- Joseph Chatt, chimico britannico (Horden, n. 1914 - Hove, † 1994)
- Joseph Davidovits, chimico francese (n. 1935)
- Sidney Gottlieb, chimico statunitense (Bronx, n. 1918 - Washington, † 1999)
- Joseph W. Kennedy, chimico statunitense (Nacogdoches, n. 1916 - Saint Louis, † 1957)
- Joseph Achille Le Bel, chimico francese (Merkwiller-Pechelbronn, n. 1847 - Parigi, † 1930)
- Joseph Priestley, chimico e filosofo inglese (Birstall, n. 1733 - Northumberland, † 1804)
- Joseph Proust, chimico francese (Angers, n. 1754 - Angers, † 1826)
- Joseph Wilson Swan, chimico, medico e inventore inglese (Bishopwearmouth, n. 1828 - Warlingham, † 1914)

## Chirurghi(2)
- Joseph Murray, chirurgo statunitense (Milford, n. 1919 - Boston, † 2012)
- Joseph Wattmann, chirurgo austriaco (Ebensee, n. 1789 - Vienna, † 1866)

## Chitarristi(7)
- Joe Diorio, chitarrista, compositore e produttore discografico statunitense (Waterbury, n. 1936 - † 2022)
- Barry Galbraith, chitarrista statunitense (Pittsburgh, n. 1919 - Bennington, † 1983)
- Joseph Reinhardt, chitarrista belga (Parigi, n. 1912 - Bondy, † 1982)
- Jimmy Rosenberg, chitarrista olandese (Helmond, n. 1980)
- Joe Satriani, chitarrista, compositore e cantautore statunitense (Westbury, n. 1956)
- Joe Walsh, chitarrista statunitense (Wichita, n. 1947)
- Big Joe Williams, chitarrista e cantante statunitense (Crawford, n. 1903 - Macon, † 1982)

## Ciclisti su strada(27)
- Joseph Areruya, ex ciclista su strada ruandese (Rwamagana, n. 1996)
- Joseph Blackmore, ciclista su strada, ciclocrossista e mountain biker britannico (Sidcup, n. 2003)
- Joseph Borguet, ex ciclista su strada belga (Liegi, n. 1951)
- Joseph Bruyère, ex ciclista su strada belga (Maastricht, n. 1948)
- Joseph Carrara, ciclista su strada francese (Hauteville, n. 1938 - La Tronche, † 2024)
- Joseph Curtel, ciclista su strada francese (Marsiglia, n. 1893 - Marsiglia, † 1960)
- Jef Demuysere, ciclista su strada e ciclocrossista belga (Wervik, n. 1907 - Anversa, † 1969)
- Joseph Dervaes, ciclista su strada belga (Wetteren, n. 1906 - Deurne, † 1986)
- Joseph Deschoenmaecker, ex ciclista su strada e dirigente sportivo belga (Malines, n. 1947)
- Joseph Didden, ciclista su strada belga (Diest, n. 1923 - Liegi, † 1998)
- Joseph Dombrowski, ex ciclista su strada statunitense (Marshall, n. 1991)
- Joseph Groussard, ex ciclista su strada francese (La Chapelle-Janson, n. 1934)
- Jos Hoevenaers, ciclista su strada belga (Anversa, n. 1932 - Wilrijk, † 1995)
- Joseph Huts, ciclista su strada belga (Montignies-sur-Sambre, n. 1913 - Alsemberg, † 1995)
- Frans Leenen, ciclista su strada belga (Sint-Truiden, n. 1919 - Sint-Truiden, † 2006)
- Jef Moerenhout, ciclista su strada belga (Lede, n. 1910 - Tielt, † 1966)
- Joseph Morvan, ciclista su strada francese (Moustoir-Ac, n. 1924 - Colpo, † 1999)
- Joseph Novales, ciclista su strada spagnolo (Torralba de Aragón, n. 1937 - Libreville, † 1985)
- Joseph Planckaert, ciclista su strada belga (Poperinge, n. 1934 - Otegem, † 2007)
- Joseph Pé, ciclista su strada belga (Lembeek, n. 1891 - Halle, † 1980)
- Joseph Rosemeyer, ciclista su strada tedesco (Lingen, n. 1872 - Colonia, † 1919)
- Joseph Siquet, ciclista su strada belga (Huy, n. 1901 - Huy, † 1983)
- Joseph Somers, ciclista su strada belga (Wommelgem, n. 1917 - Anversa, † 1966)
- Joseph Spruyt, ex ciclista su strada belga (Zandhoven, n. 1943)
- Joseph Van Daele, ciclista su strada belga (Wattrelos, n. 1889 - Amiens, † 1948)
- Joseph Van Dam, ciclista su strada e ciclocrossista belga (Willebroek, n. 1901 - Willebroek, † 1986)
- Joseph Velly, ciclista su strada francese (Parigi, n. 1938 - Parigi, † 2016)

## Comici(4)
- Jo Koy, comico e attore statunitense (Tacoma, n. 1971)
- Jerry Lewis, comico, attore e regista statunitense (Newark, n. 1926 - Las Vegas, † 2017)
- Joe Mande, comico, attore e sceneggiatore statunitense (Albuquerque, n. 1983)
- Joe Pera, comico, sceneggiatore e attore statunitense (Buffalo, n. 1988)

## Compositori(43)
- Joseph Achron, compositore e violinista russo (Lazdijai, n. 1886 - Hollywood, † 1943)
- Joseph Barnby, compositore e direttore d'orchestra inglese (York, n. 1838 - Londra, † 1896)
- Joseph Bishara, compositore e musicista statunitense (New Brunswick, n. 1970)
- Joseph Bodin de Boismortier, compositore francese (Thionville, n. 1689 - Roissy-en-Brie, † 1755)
- Jo Bouillon, compositore, direttore d'orchestra e violinista francese (Montpellier, n. 1908 - Buenos Aires, † 1984)
- Joseph Boulogne Chevalier de Saint-George, compositore e violinista francese (Baillif - Parigi, † 1799)
- Anton Bruckner, compositore austriaco (Ansfelden, n. 1824 - Vienna, † 1896)
- Sonny Burke, compositore, musicista e produttore discografico statunitense (Scranton, n. 1914 - Los Angeles, † 1980)
- Joseph Canteloube, compositore e musicologo francese (Annonay, n. 1879 - Grigny, † 1957)
- Joseph Conlan, compositore statunitense
- Joseph Eybler, compositore austriaco (Schwechat, n. 1765 - Vienna, † 1846)
- Josef Matthias Hauer, compositore e musicologo austriaco (Wiener Neustadt, n. 1883 - Vienna, † 1959)
- Joseph Hellmesberger, compositore e direttore d'orchestra austriaco (Vienna, n. 1855 - Vienna, † 1907)
- Joseph Jongen, compositore, organista e insegnante belga (Liegi, n. 1873 - Sart-lez-Spa, † 1953)
- Joseph Kosma, compositore ungherese (Budapest, n. 1905 - La Roche-Guyon, † 1969)
- Joseph Martin Kraus, compositore tedesco (Miltenberg, n. 1756 - Stoccolma, † 1792)
- Joseph Lamb, compositore statunitense (Montclair, n. 1887 - New York, † 1960)
- Joseph Lanner, compositore e direttore d'orchestra austriaco (Vienna, n. 1801 - Döbling, † 1843)
- Joseph Lederer, compositore tedesco (Ziemetshausen, n. 1733 - Ulm, † 1796)
- Joseph LoDuca, compositore statunitense (Detroit, n. 1958)
- Joseph Macerollo, compositore e docente canadese (Guelph, n. 1944)
- Joe Marsala, compositore e clarinettista italiano (Chicago, n. 1907 - Santa Barbara, † 1978)
- Joseph Marx, compositore, insegnante e critico musicale austriaco (Graz, n. 1882 - Graz, † 1964)
- Joseph Meck, compositore e violinista tedesco (Burgau, n. 1690 - Eichstätt, † 1758)
- Joseph Parry, compositore, musicista e docente gallese (Merthyr Tydfil, n. 1841 - Penarth, † 1903)
- Joachim Raff, compositore e pianista tedesco (Lachen, n. 1822 - Francoforte sul Meno, † 1882)
- Joe Raposo, compositore e pianista statunitense (Fall River, n. 1937 - New York, † 1989)
- Maurice Ravel, compositore, pianista e direttore d'orchestra francese (Ciboure, n. 1875 - Parigi, † 1937)
- Joe Renzetti, compositore statunitense (Filadelfia, n. 1941)
- Joseph Gabriel Rheinberger, compositore e organista liechtensteinese (Vaduz, n. 1839 - Monaco di Baviera, † 1901)
- Joseph Robbone, compositore e produttore teatrale italiano (Vercelli, n. 1916 - Vercelli, † 1985)
- Guy Ropartz, compositore e direttore d'orchestra francese (Guingamp, n. 1864 - Lanloup, † 1955)
- Joseph Alois Schmittbaur, compositore tedesco (Bamberga, n. 1718 - Karlsruhe, † 1809)
- Joseph Ignaz Schnabel, compositore tedesco (Naumburg am Queis, n. 1767 - Breslavia, † 1831)
- Joseph Schuster, compositore tedesco (Dresda, n. 1748 - Dresda, † 1812)
- Joseph Schwantner, compositore e docente statunitense (Chicago, n. 1943)
- Josef Starzer, compositore e violinista austriaco (Vienna, n. 1728 - Vienna, † 1787)
- Joseph Suder, compositore e direttore d'orchestra tedesco (Magonza, n. 1892 - Monaco di Baviera, † 1980)
- Joseph Tawadros, compositore australiano (Il Cairo, n. 1983)
- Deems Taylor, compositore e critico musicale statunitense (New York, n. 1885 - New York, † 1966)
- Joseph Trapanese, compositore, arrangiatore e direttore d'orchestra statunitense (Jersey City, n. 1984)
- Joseph Vitarelli, compositore statunitense (n. 1961)
- Joseph Weigl, compositore e direttore d'orchestra austriaco (Eisenstadt, n. 1766 - Vienna, † 1846)

## Compositori di scacchi(4)
- Joseph W. Abbott, compositore di scacchi britannico (Londra, n. 1840 - Londra, † 1923)
- Joseph Ney Babson, compositore di scacchi statunitense (Pigeon Cove, n. 1852 - Seattle, † 1929)
- Joseph Peckover, compositore di scacchi statunitense (Londra, n. 1896 - New York, † 1982)
- Joseph C. J. Wainwright, compositore di scacchi statunitense (Walpole, n. 1851 - Needham, † 1921)

## Conduttori radiofonici(1)
- Joseph John Marus, conduttore radiofonico, giornalista e antifascista britannico (Londra, n. 1903 - Londra, † 1952)

## Costumisti(1)
- Joseph A. Porro, costumista statunitense

## Crickettisti(1)
- Joseph Wells, crickettista inglese (Penshurst Place, n. 1828 - Liss, † 1910)

## Criminali(4)
- Joseph Bowers, criminale statunitense (Rohrbach in Oberösterreich, n. 1897 - Alcatraz, † 1936)
- Joseph Paul Cretzer, criminale statunitense (Minneapolis, n. 1911 - Alcatraz, † 1946)
- Joseph Konopka, criminale statunitense (De Pere, n. 1976)
- Joseph O'Dell, criminale statunitense (Roanoke, n. 1941 - Jarratt, † 1997)

## Danzatori(4)
- Joseph Duell, danzatore e coreografo statunitense (Dayton, n. 1956 - New York, † 1986)
- Joseph Fontano, danzatore e coreografo statunitense (New York, n. 1950)
- Joseph Hansen, ballerino e coreografo belga (Anversa, n. 1842 - Asnières-sur-Seine, † 1907)
- Joseph Sissens, danzatore britannico (Cambridge, n. 1998)

## Diplomatici(8)
- Joseph Archer Crowe, diplomatico e critico d'arte britannico (Londra, n. 1824 - Gamburg an der Tauber, † 1896)
- Joseph Arthur de Gobineau, diplomatico, scrittore e filosofo francese (Ville-d'Avray, n. 1816 - Torino, † 1882)
- Joseph Grew, diplomatico statunitense (Boston, n. 1880 - Manchester-by-the-Sea, † 1965)
- Joseph von Hammer-Purgstall, diplomatico e orientalista austriaco (Graz, n. 1774 - Vienna, † 1856)
- Alexander von Huebner, diplomatico, scrittore e nobile austriaco (Vienna, n. 1811 - Vienna, † 1892)
- Keith Kellogg, diplomatico statunitense (Dayton, n. 1944)
- Joseph Maria von Radowitz, diplomatico e politico tedesco (Francoforte sul Meno, n. 1839 - Berlino, † 1912)
- Joseph de Riquet de Caraman, diplomatico e imprenditore belga (Parigi, n. 1808 - Londra, † 1886)

## Direttori d'orchestra(6)
- Joseph Giardina, direttore d'orchestra statunitense (Guttenberg, n. 1929 - Roma, † 2021)
- Joseph Keilberth, direttore d'orchestra tedesco (Karlsruhe, n. 1908 - Monaco di Baviera, † 1968)
- Joseph Knecht, direttore d'orchestra statunitense (Bucovina, n. 1864 - Manhattan, † 1931)
- Willem Mengelberg, direttore d'orchestra e compositore olandese (Utrecht, n. 1871 - Sent, † 1951)
- Joseph Rosenstock, direttore d'orchestra statunitense (Cracovia, n. 1895 - New York, † 1985)
- Joseph Swensen, direttore d'orchestra, violinista e compositore statunitense (Hoboken, n. 1960)

## Direttori della fotografia(10)
- Joseph H. August, direttore della fotografia statunitense (Idaho Springs, n. 1890 - Culver City, † 1947)
- Joseph Biroc, direttore della fotografia statunitense (New York, n. 1903 - Los Angeles, † 1996)
- Caleb Deschanel, direttore della fotografia statunitense (Filadelfia, n. 1944)
- Joseph E. Gallagher, direttore della fotografia statunitense (New York, n. 1964)
- Joseph LaShelle, direttore della fotografia statunitense (Los Angeles, n. 1900 - La Jolla, † 1989)
- Joseph MacDonald, direttore della fotografia statunitense (Città del Messico, n. 1906 - Woodland Hills, † 1968)
- Joseph Ruttenberg, direttore della fotografia russo (San Pietroburgo, n. 1889 - Los Angeles, † 1983)
- Joseph Valentine, direttore della fotografia statunitense (New York, n. 1900 - Cheviot Hills, † 1949)
- Joseph Vilsmaier, direttore della fotografia, regista e produttore cinematografico tedesco (Monaco di Baviera, n. 1939 - Monaco di Baviera, † 2020)
- Joseph Walker, direttore della fotografia statunitense (Denver, n. 1892 - Las Vegas, † 1985)

## Dirigenti d'azienda(2)
- Joseph Beecham, dirigente d'azienda, imprenditore e politico britannico (Wigan, n. 1848 - Londra, † 1916)
- Joe Jackson, dirigente d'azienda, musicista e chitarrista statunitense (Fountain Hill, n. 1928 - Las Vegas, † 2018)

## Dirigenti sportivi(6)
- Joe Axelson, dirigente sportivo statunitense (Peoria, n. 1927 - Coronado, † 2008)
- Sepp Blatter, dirigente sportivo svizzero (Visp, n. 1936)
- Joe Carr, dirigente sportivo statunitense (Columbus, n. 1880 - Columbus, † 1939)
- Joe Mattacchione, dirigente sportivo e ex calciatore canadese (Mississauga, n. 1975)
- Joe Robbie, dirigente sportivo, avvocato e imprenditore statunitense (Sisseton, n. 1916 - † 1990)
- Joe Sakic, dirigente sportivo e ex hockeista su ghiaccio canadese (Burnaby, n. 1969)

## Disc jockey(2)
- Joe Hahn, disc jockey e regista statunitense (Dallas, n. 1977)
- Grandmaster Flash, disc jockey barbadiano (Bridgetown, n. 1958)

## Drammaturghi(11)
- Joseph Anthony, drammaturgo, attore e regista statunitense (Milwaukee, n. 1912 - Hyannis, † 1993)
- Joseph Arthur, commediografo e attore teatrale statunitense (Centerville, n. 1848 - New York, † 1906)
- Joseph Aude, drammaturgo e poeta francese (Apt, n. 1755 - Parigi, † 1841)
- Joseph Hayes, drammaturgo e sceneggiatore statunitense (Indianapolis, n. 1918 - St. Augustine, † 2006)
- Joseph Kesselring, drammaturgo statunitense (New York, n. 1902 - Kingston, † 1967)
- Joseph Kramm, drammaturgo statunitense (Filadelfia, n. 1907 - Queens, † 1991)
- Joseph de La Font, drammaturgo francese (Parigi, n. 1686 - Parigi, † 1725)
- Ferdinand Langlé, drammaturgo e giornalista francese (Parigi, n. 1798 - Parigi, † 1867)
- Joseph Lateiner, drammaturgo rumeno (Iași, n. 1853 - New York, † 1935)
- Joseph Pain, drammaturgo, poeta e saggista francese (Parigi, n. 1773 - Parigi, † 1830)
- Joseph Stein, commediografo e poeta statunitense (New York, n. 1912 - New York, † 2010)

## Ebanisti(1)
- Joseph Gegenbach, ebanista e intagliatore francese (Alsazia, n. 1715 - Venezia, † 1797)

## Economisti(6)
- Joseph Deiss, economista e politico svizzero (Friburgo, n. 1946)
- Josef von Kudler, economista e giurista austriaco (Graz, n. 1786 - Vienna, † 1853)
- Joseph Chelladurai Kumarappa, economista e attivista indiano (Tanjore, n. 1892 - Madras, † 1960)
- Joseph Salerno, economista statunitense
- Joseph Schumpeter, economista austriaco (Třešť, n. 1883 - Taconic, † 1950)
- Joseph Stiglitz, economista e saggista statunitense (Gary, n. 1943)

## Editori(1)
- Joseph Meyer, editore tedesco (Gotha, n. 1796 - Hildburghausen, † 1856)

## Editori musicali(1)
- Joseph Aibl, editore musicale e litografo tedesco (Monaco di Baviera, n. 1802 - Monaco di Baviera, † 1834)

## Egittologi(1)
- Joseph Passalacqua, egittologo italiano (Trieste, n. 1797 - Berlino, † 1865)

## Entomologi(1)
- Joseph Villeneuve de Janti, entomologo francese (Andrésy, n. 1868 - Rambouillet, † 1944)

## Esperantisti(2)
- Joseph Jamin, esperantista belga
- Joseph Silbernik, esperantista e compositore statunitense (Lituania, n. 1850 - New York, † 1925)

## Esploratori(7)
- Joseph René Bellot, esploratore francese (Parigi, n. 1826 - Canale di Wellington, † 1853)
- Victor Giraud, esploratore francese (Morestal, n. 1858 - Plombières, † 1899)
- Joseph Lambert, esploratore francese (Nantes, n. 1824 - Mohéli, † 1873)
- Amédée-François Lamy, esploratore e militare francese (Mougins, n. 1858 - Kousséri, † 1900)
- Joseph Nicolas Nicollet, esploratore e matematico francese (Cluses, n. 1786 - Washington, † 1843)
- Joseph Rock, esploratore, geografo e medico austriaco (Vienna, n. 1884 - Honolulu, † 1962)
- Joseph Thomson, esploratore britannico (Penpont, n. 1858 - Londra, † 1895)

## Etnologi(1)
- Joseph Henriet, etnologo e linguista italiano (Aosta, n. 1945)

## Filologi(5)
- Joseph Bédier, filologo francese (Parigi, n. 1864 - Le Grand-Serre, † 1938)
- Joseph Bidez, filologo classico belga (Frameries, n. 1867 - Oostakker, † 1945)
- Joseph Bosworth, filologo e linguista inglese (n. 1789 - † 1876)
- Joseph Buttigieg, filologo, critico letterario e traduttore maltese (Ħamrun, n. 1947 - South Bend, † 2019)
- Joseph Kopp, filologo classico tedesco (Lohberg, n. 1788 - Erlangen, † 1842)

## Filosofi(10)
- Joseph Agassi, filosofo e storico della scienza israeliano (Il Cairo, n. 1927 - Herzliya, † 2023)
- Joseph Albo, filosofo e rabbino spagnolo (Monreal, n. 1380 - † 1444)
- Joseph Butler, filosofo e teologo inglese (Wantage, n. 1692 - Bath, † 1752)
- Joseph-Marie de Gérando, filosofo francese (Lione, n. 1772 - Parigi, † 1842)
- Joseph Hillebrand, filosofo tedesco (Hildesheim, n. 1788 - Bad Soden am Taunus, † 1871)
- Joseph Joubert, filosofo e aforista francese (Montignac, n. 1754 - Parigi, † 1824)
- Joseph de Maistre, filosofo, politico e diplomatico italiano (Chambéry, n. 1753 - Torino, † 1821)
- Joseph Raz, filosofo israeliano (Palestina, n. 1931 - Londra, † 2022)
- Ernest Renan, filosofo, filologo e storico delle religioni francese (Tréguier, n. 1823 - Parigi, † 1892)
- Joseph Segond, filosofo francese (Nizza, n. 1872 - † 1954)

## Fisici(11)
- Joseph von Fraunhofer, fisico e astronomo tedesco (Straubing, n. 1787 - Monaco di Baviera, † 1826)
- Joseph Louis Gay-Lussac, fisico e chimico francese (Saint-Léonard-de-Noblat, n. 1778 - Parigi, † 1850)
- Joseph Henry, fisico statunitense (Albany, n. 1797 - Washington, † 1878)
- Joseph Incandela, fisico statunitense
- Joseph Larmor, fisico e matematico irlandese (Magheragall, n. 1857 - County Down, † 1942)
- Joseph Plateau, fisico belga (Bruxelles, n. 1801 - Gand, † 1883)
- Joseph Polchinski, fisico statunitense (White Plains, n. 1954 - Santa Barbara, † 2018)
- Joseph D. Sneed, fisico e filosofo statunitense (Durant, n. 1938 - Bedminster, † 2020)
- Joseph Hooton Taylor, fisico statunitense (Filadelfia, n. 1941)
- Joseph John Thomson, fisico britannico (Manchester, n. 1856 - Cambridge, † 1940)
- Joseph Weber, fisico e docente statunitense (Paterson, n. 1919 - Pittsburgh, † 2000)

## Fisiologi(2)
- Joseph Barcroft, fisiologo britannico (n. 1872 - † 1947)
- Joseph Paneth, fisiologo austriaco (Vienna, n. 1857 - Vienna, † 1890)

## Flautisti(1)
- Joseph Richardson, flautista inglese (n. 1814 - Londra, † 1862)

## Fotografi(7)
- Denis Brodeur, fotografo e hockeista su ghiaccio canadese (Montréal, n. 1930 - Montréal, † 2013)
- Joseph Jasgur, fotografo statunitense (n. 1919 - Orlando, † 2009)
- Joseph Nicéphore Niépce, fotografo francese (Chalon-sur-Saône, n. 1765 - Saint-Loup-de-Varennes, † 1833)
- Joe Rosenthal, fotografo statunitense (Washington, n. 1911 - Novato, † 2006)
- Joseph Edward Rozzo, fotografo, docente e regista statunitense (New York, n. 1947)
- Joseph Szabo, fotografo statunitense (Toledo, n. 1944)
- Joseph Vigier, fotografo francese (Savigny-sur-Orge, n. 1821 - Parigi, † 1894)

## Fumettisti(8)
- Jijé, fumettista belga (Gedinne, n. 1914 - Versailles, † 1980)
- Joe Kelly, fumettista, scrittore e produttore televisivo statunitense (n. 1971)
- Jeph Loeb, fumettista, produttore televisivo e sceneggiatore statunitense (Stamford, n. 1958)
- Joe Madureira, fumettista statunitense (Filadelfia, n. 1974)
- Joe Quesada, fumettista statunitense (New York, n. 1962)
- Joe Shuster, fumettista canadese (Toronto, n. 1914 - Los Angeles, † 1992)
- Joe Simon, fumettista statunitense (Rochester, n. 1913 - New York, † 2011)
- J. Michael Straczynski, fumettista, sceneggiatore e scrittore statunitense (Paterson, n. 1954)

## Funzionari(6)
- Joseph François Dupleix, funzionario francese (Landrecies, n. 1697 - Parigi, † 1763)
- Joseph Napoléon Sébastien Sarda Garriga, funzionario francese (Pézilla-la-Rivière, n. 1808 - Mesnil-sur-l'Estrée, † 1877)
- Joseph Micault d'Harvelay, funzionario francese (n. 1723 - † 1786)
- Joseph Mukasa, funzionario e santo ugandese (Uganda, n. 1860 - Nakivubo, † 1885)
- Joseph Aloysius Sullivan, funzionario statunitense (Montreal, n. 1917 - Manhattan, † 2002)
- Joseph ibn Naghrela, funzionario spagnolo (Granada, n. 1035 - Granada, † 1066)

## Gambisti(1)
- Joseph Lupo, gambista italiano (Venezia)

## Generali(43)
- Joseph Arthur Ankrah, generale e politico ghanese (Accra, n. 1915 - Accra, † 1992)
- Joseph Aoun, generale e politico libanese (Sinn al-Fil, n. 1964)
- Joseph Louis Alphonse Baret, generale francese (Domène, n. 1852 - Barraux, † 1920)
- Joseph Berchtold, generale tedesco (Ingolstadt, n. 1897 - Herrsching am Ammersee, † 1962)
- Charles Bouchard, generale canadese (Chicoutimi, n. 1956)
- Joseph W. Brown, generale statunitense (Contea di Bucks, n. 1793 - Toledo, † 1880)
- Joseph de Cadoudal, generale francese (Brech, n. 1784 - Brech, † 1852)
- Joseph Carter Abbott, generale e politico statunitense (Concord, n. 1825 - † 1881)
- Joseph Collins, generale statunitense (New Orleans, n. 1896 - Washington, † 1987)
- Joseph Maria von Colloredo, generale austriaco (Ratisbona, n. 1735 - Vienna, † 1818)
- Roger de Damas, generale francese (Parigi, n. 1765 - Cirey-sur-Blaise, † 1823)
- Joseph Nikolaus De Vins, generale austriaco (Mantova, n. 1732 - Vienna, † 1798)
- Joseph Marie Dessaix, generale francese (Thonon-les-Bains, n. 1764 - Thonon-les-Bains, † 1834)
- Joseph Dickman, generale statunitense (Dayton, n. 1857 - Washington, † 1927)
- Joseph von Döpfner, generale austriaco (Verona, n. 1825 - Vienna, † 1891)
- Joseph Johann Ferraris, generale e cartografo austriaco (Lunéville, n. 1726 - Vienna, † 1814)
- Joseph Anthelme Fournier, generale francese (Peyrieu, n. 1854 - Parigi, † 1928)
- Joseph Simon Gallieni, generale francese (Saint-Béat, n. 1849 - Versailles, † 1916)
- Joseph Léopold Sigisbert Hugo, generale e scrittore francese (Nancy, n. 1773 - Parigi, † 1828)
- Joseph Joffre, generale francese (Rivesaltes, n. 1852 - Parigi, † 1931)
- Joseph Eggleston Johnston, generale statunitense (Farmville, n. 1807 - Washington, † 1891)
- Joseph Krautwald von Annau, generale austro-ungarico (Vienna, n. 1858 - Bratislava, † 1925)
- Joseph Édouard de La Motte-Rouge, generale francese (Pléneuf-Val-André, n. 1804 - Hénansal, † 1883)
- Joseph Lambert, generale russo (n. 1809 - San Pietroburgo, † 1879)
- Joseph Latour von Thurmburg, generale austriaco (Vienna, n. 1820 - Vienna, † 1903)
- Joseph Martini von Nosedo, generale austriaco (Nova Gradiška, n. 1806 - Graz, † 1868)
- Joseph T. McNarney, generale statunitense (Emporium, n. 1893 - La Jolla, † 1972)
- Joseph Alfred Micheler, generale francese (Phalsbourg, n. 1861 - Lione, † 1931)
- Federico Millet d'Arvillars, generale e politico italiano (Chambéry, n. 1788 - Torino, † 1858)
- Joseph Anthony Mower, generale statunitense (Woodstock, n. 1827 - New Orleans, † 1870)
- Joseph Cornelius O'Rourke, generale russo (Tartu, n. 1772 - Vseljub, † 1849)
- Joseph Hommebon Richaud, generale francese (Ginasservis, n. 1826 - Parigi)
- Joseph Risso, generale e aviatore francese (Cadolive, n. 1920 - Cadolive, † 2005)
- Joseph Marie Servan de Gerbey, generale francese (Romans-sur-Isère, n. 1741 - Parigi, † 1808)
- Joseph Marie Xavier de Sévin, generale e aviatore francese (Tolosa, n. 1894 - Brinon-sur-Sauldre, † 1963)
- Joseph Smith, generale britannico (Inghilterra, n. 1732 - Inghilterra, † 1790)
- Joseph Souham, generale francese (Lubersac, n. 1760 - Versailles, † 1837)
- Joseph Stilwell, generale statunitense (Palatka, n. 1883 - San Francisco, † 1946)
- Joseph May Swing, generale statunitense (Jersey City, n. 1894 - San Francisco, † 1984)
- Joseph Vanini, generale francese (Isola d'Elba, n. 1810 - Cannes, † 1866)
- Joseph Vinoy, generale e politico francese (Saint-Étienne-de-Saint-Geoirs, n. 1803 - Parigi, † 1880)
- Joseph Carl von Anrep, generale russo (n. 1798 - † 1860)
- Joseph Armand von Nordmann, generale austriaco (Molsheim, n. 1759 - Deutsch-Wagram, † 1809)

## Geologi(4)
- Joseph Paxson Iddings, geologo statunitense (Baltimora, n. 1857 - Maryland, † 1920)
- Joseph LeConte, geologo statunitense (Contea di Liberty, n. 1823 - Yosemite Valley, † 1901)
- Joseph Pardee, geologo statunitense (Salt Lake City, n. 1871 - Philipsburg, † 1960)
- Joseph Russegger, geologo austriaco (Salisburgo, n. 1802 - Banská Štiavnica, † 1863)

## Gesuiti(5)
- Hippolyte Delehaye, gesuita e storico belga (Anversa, n. 1859 - Etterbeek, † 1941)
- Joseph Hilarius Eckhel, gesuita e numismatico austriaco (Enzesfeld, n. 1737 - Vienna, † 1798)
- Joseph Fitzmyer, gesuita e biblista statunitense (Filadelfia, n. 1920 - Filadelfia, † 2016)
- Joseph Maréchal, gesuita, filosofo e psicologo belga (Charleroi, n. 1878 - Lovanio, † 1944)
- Joseph Anne Marie de Moyriac de Mailla, gesuita, missionario e storico francese (Château Maillac, n. 1669 - Pechino, † 1748)

## Ginecologi(3)
- Joseph Raulin, ginecologo e medico francese (Ayguetinte, n. 1708 - Parigi, † 1784)
- Joseph Récamier, ginecologo francese (Cressin-Rochefort, n. 1774 - Parigi, † 1852)
- Joseph Späth, ginecologo austriaco (Bolzano, n. 1823 - Vienna, † 1896)

## Ginnasti(5)
- Joseph Castiglioni, ginnasta francese (Orano, n. 1877 - Algeri, † 1959)
- Joseph Hagerty, ginnasta statunitense (Albuquerque, n. 1982)
- Joseph Huber, ginnasta francese (Dornach, n. 1893 - Pfastatt, † 1976)
- Joseph Léstienne, ginnasta francese (Roubaix, n. 1876 - Berchem, † 1966)
- Joseph Martinez, ginnasta francese (Orano, n. 1878 - La Turbie, † 1946)

## Giocatori di baseball(21)
- Joe Barlow, giocatore di baseball statunitense (Riverton, n. 1995)
- Joe Cronin, giocatore di baseball e allenatore di baseball statunitense (San Francisco, n. 1906 - Osterville, † 1984)
- Joe DiMaggio, giocatore di baseball statunitense (Martinez, n. 1914 - Hollywood, † 1999)
- Joe Dobson, giocatore di baseball statunitense (Durant, n. 1917 - Jacksonville, † 1994)
- Joey Gallo, giocatore di baseball statunitense (Henderson, n. 1993)
- Joe Gordon, giocatore di baseball e allenatore di baseball statunitense (Los Angeles, n. 1915 - Sacramento, † 1978)
- Shoeless Joe Jackson, giocatore di baseball statunitense (contea di Pickens, n. 1887 - Greenville, † 1951)
- Joe Kelley, giocatore di baseball e allenatore di baseball statunitense (Cambridge, n. 1871 - Baltimora, † 1943)
- Joe Kelly, giocatore di baseball statunitense (Anaheim, n. 1988)
- Trey Mancini, giocatore di baseball statunitense (Winter Haven, n. 1992)
- Joe Mauer, ex giocatore di baseball statunitense (Saint Paul, n. 1983)
- Joe Mazzuca, giocatore di baseball statunitense (Maywood, n. 1981)
- Joe McGinnity, giocatore di baseball e allenatore di baseball statunitense (Cornwall Township, n. 1871 - New York, † 1929)
- Joe Medwick, giocatore di baseball statunitense (Carteret, n. 1911 - St. Petersburg, † 1975)
- Joe Musgrove, giocatore di baseball statunitense (El Cajon, n. 1992)
- Joe Nathan, giocatore di baseball statunitense (Houston, n. 1974)
- Joe Panik, giocatore di baseball statunitense (Yonkers, n. 1990)
- Joe Persichina, giocatore di baseball statunitense (Torrance, n. 1984)
- Joe Torre, ex giocatore di baseball e allenatore di baseball statunitense (Brooklyn, n. 1940)
- Joey Votto, giocatore di baseball canadese (Toronto, n. 1983)
- Joey Wentz, giocatore di baseball statunitense (Lawrence, n. 1997)

## Giocatori di calcio a 5(1)
- Joseph Machingura, ex giocatore di calcio a 5 zimbabwese (n. 1963)

## Giocatori di curling(1)
- Joe Polo, giocatore di curling statunitense (Duluth, n. 1982)

## Giocatori di lacrosse(1)
- Élie Blanchard, giocatore di lacrosse canadese (Montréal, n. 1881 - Montréal, † 1941)

## Giocatori di poker(3)
- Joe Cada, giocatore di poker statunitense (Shelby Charter Township, n. 1987)
- Joe Hachem, giocatore di poker libanese (Libano, n. 1966)
- Joe McKeehen, giocatore di poker statunitense (n. 1991)

## Giocatori di snooker(1)
- Joe Davis, giocatore di snooker inglese (Whitwell, n. 1901 - Hampshire, † 1978)

## Giornalisti(11)
- Joseph Alsop, giornalista statunitense (Avon, n. 1910 - Washington, † 1989)
- J. S. Fletcher, giornalista e scrittore inglese (Halifax, n. 1863 - Surrey, † 1935)
- Joseph Kahn, giornalista statunitense (Boston, n. 1964)
- Joseph Kessel, giornalista e scrittore francese (Villa Clara, n. 1898 - Avernes, † 1979)
- Joseph Lelyveld, giornalista statunitense (Cincinnati, n. 1937 - New York, † 2024)
- Joseph Medill Patterson, giornalista e editore statunitense (n. 1879 - † 1946)
- Joseph Pulitzer, giornalista, editore e politico ungherese (Makó, n. 1847 - Charleston, † 1911)
- Joe Rogan, commentatore televisivo, comico e cabarettista statunitense (Newark, n. 1967)
- Lincoln Steffens, giornalista e attivista statunitense (San Francisco, n. 1866 - Carmel-by-the-Sea, † 1936)
- Joe Tessitore, giornalista e telecronista sportivo statunitense (Schenectady, n. 1971)
- Brand Whitlock, giornalista, avvocato e politico statunitense (Urbana, n. 1869 - Cannes, † 1934)

## Giuristi(7)
- Joseph Leonhard Banniza von Bazan, giurista austriaco (Würzburg, n. 1733 - Innsbruck, † 1800)
- Joe Borg, giurista e politico maltese (n. 1952)
- Joseph Davies, giurista, politico e diplomatico statunitense (Watertown, n. 1876 - Washington, † 1958)
- Joseph von Hazzi, giurista e ufficiale tedesco (Abensberg, n. 1768 - Burg Elkofen, † 1845)
- Joseph André Rogron, giurista francese (n. 1793 - † 1871)
- Joseph Story, giurista e avvocato statunitense (Marblehead, n. 1779 - Cambridge, † 1845)
- Joseph Halevi Horowitz Weiler, giurista e docente sudafricano (Johannesburg, n. 1951)

## Golfisti(1)
- Joseph Jefferson Howard, golfista statunitense (Missouri, n. 1878 - St. Louis, † 1908)

## Guerriglieri(1)
- Joseph Kony, guerrigliero e militare ugandese (Odek, n. 1961)

## Hockeisti su ghiaccio(31)
- Émile Bouchard, hockeista su ghiaccio canadese (Montréal, n. 1919 - Longueuil, † 2012)
- Guy Carbonneau, ex hockeista su ghiaccio e allenatore di hockey su ghiaccio canadese (Sept-Îles, n. 1960)
- Alain Caron, hockeista su ghiaccio canadese (Dolbeau, n. 1938 - Chicoutimi, † 1986)
- Joe Cullen, ex hockeista su ghiaccio statunitense (Moorhead, n. 1981)
- Jonathan Delisle, hockeista su ghiaccio canadese (Sainte-Anne-des-Plaines, n. 1977 - Beauceville, † 2006)
- Marc Denis, ex hockeista su ghiaccio canadese (Montréal, n. 1977)
- Gilles Dubé, hockeista su ghiaccio e allenatore di hockey su ghiaccio canadese (Sherbrooke, n. 1927 - Sherbrooke, † 2016)
- Joe Fitzgerald, hockeista su ghiaccio statunitense (Brighton, n. 1904 - Needham, † 1987)
- Joe Foglietta, ex hockeista su ghiaccio canadese (Montréal, n. 1966)
- Jody Gage, ex hockeista su ghiaccio e dirigente sportivo canadese (Toronto, n. 1959)
- Jean Gauthier, hockeista su ghiaccio canadese (Montréal, n. 1937 - Kirkland Lake, † 2013)
- Bernie Geoffrion, hockeista su ghiaccio e allenatore di hockey su ghiaccio canadese (Montréal, n. 1931 - Atlanta, † 2006)
- Joe Jensen, ex hockeista su ghiaccio statunitense (Maple Grove, n. 1987)
- Joey Johnston, ex hockeista su ghiaccio canadese (Peterborough, n. 1949)
- Joe McCormick, hockeista su ghiaccio canadese (Buckingham, n. 1894 - Sudbury, † 1958)
- Joseph Mizzi, hockeista su ghiaccio canadese (Markham, n. 1998)
- Joe Nieuwendyk, ex hockeista su ghiaccio canadese (Oshawa, n. 1966)
- Joe Pavelski, hockeista su ghiaccio statunitense (Plover, n. 1984)
- Noel Picard, hockeista su ghiaccio canadese (Montréal, n. 1938 - Montréal, † 2017)
- Pierre Pilote, hockeista su ghiaccio canadese (n. 1931 - Barrie, † 2017)
- Jacques Plante, hockeista su ghiaccio canadese (Notre-Dame-du-Mont-Carmel, n. 1929 - Ginevra, † 1986)
- Marcel Pronovost, hockeista su ghiaccio e allenatore di hockey su ghiaccio canadese (n. 1930 - Windsor, † 2015)
- Maurice Richard, hockeista su ghiaccio canadese (Laval, n. 1921 - Montréal, † 2000)
- Henri Richard, hockeista su ghiaccio canadese (Montréal, n. 1936 - Laval, † 2020)
- Léon Rochefort, ex hockeista su ghiaccio canadese (Cap-de-la-Madeleine, n. 1939)
- Bobby Rousseau, ex hockeista su ghiaccio canadese (Montréal, n. 1940)
- Joe Sullivan, hockeista su ghiaccio canadese (Scarborough, n. 1901 - Scarborough, † 1988)
- Joe Szura, hockeista su ghiaccio canadese (Fort William, n. 1938 - Thunder Bay, † 2006)
- Joe Thornton, hockeista su ghiaccio canadese (London, n. 1979)
- Joe Watson, ex hockeista su ghiaccio canadese (Smithers, n. 1943)
- Alston Wise, hockeista su ghiaccio canadese (Winnipeg, n. 1904 - Vancouver, † 1984)

## Hockeisti su prato(1)
- Joe Galibardy, hockeista su prato indiano (Calcutta, n. 1915 - Walthamstow, † 2011)

## Illustratori(3)
- Joseph Dandridge, illustratore e naturalista inglese (Winslow, n. 1665 - Londra, † 1747)
- J. C. Leyendecker, illustratore tedesco (Montabaur, n. 1874 - New Rochelle, † 1951)
- Joseph Smit, illustratore olandese (Lisse, n. 1836 - Radlett, † 1929)

## Imprenditori(20)
- Joseph Aspdin, imprenditore e inventore britannico (n. 1778 - † 1855)
- Joe Bastianich, imprenditore, personaggio televisivo e cantante statunitense (New York, n. 1968)
- Joseph Besset, imprenditore francese (Vanosc, n. 1890 - † 1959)
- François Coty, imprenditore, profumiere e politico francese (Ajaccio, n. 1874 - Louveciennes, † 1934)
- Joe Gebbia, imprenditore e designer statunitense (Atlanta, n. 1981)
- Joseph Gillot, imprenditore inglese (Sheffield, n. 1799 - Birmingham, † 1873)
- Joseph Huntley, imprenditore inglese (Reading, n. 1775 - Reading, † 1857)
- Joseph Bruce Ismay, imprenditore britannico (Crosby, n. 1862 - Mayfair, † 1937)
- Joseph Lau, imprenditore inglese (Hong Kong, n. 1951)
- Joe Lewis, imprenditore inglese (Londra, n. 1937)
- Joseph Lockwood, imprenditore e produttore discografico britannico (Southwell, n. 1904 - Buckinghamshire, † 1991)
- Joseph Mears, imprenditore britannico (n. 1872 - † 1935)
- Joseph Nathan, imprenditore britannico (Londra, n. 1835 - Londra, † 1912)
- Joseph Nissim, imprenditore greco (Salonicco, n. 1919 - Milano, † 2019)
- Joseph Marie Oughourlian, imprenditore e dirigente sportivo francese (Parigi, n. 1972)
- Joseph Paris Duverney, imprenditore francese (Moirans, n. 1684 - Paris dans son hôtel de la rue Saint-Louis-au-Marais., † 1770)
- Eugène Schneider, imprenditore e politico francese (Bidestroff, n. 1805 - Parigi, † 1875)
- Joseph Tsai, imprenditore e filantropo taiwanese (Taipei, n. 1964)
- Joseph Whitaker, imprenditore britannico (West Ardsley, n. 1802 - Palermo, † 1884)
- Joseph Anton von Maffei, imprenditore e ingegnere tedesco (Monaco di Baviera, n. 1790 - Monaco di Baviera, † 1870)

## Impresari teatrali(1)
- Joseph Oller, impresario teatrale e imprenditore spagnolo (Terrassa, n. 1839 - Parigi, † 1922)

## Incisori(3)
- Joseph Pennell, incisore, litografo e scrittore statunitense (Filadelfia, n. 1857 - New York, † 1926)
- Joseph Strutt, incisore inglese (Chelmsford, n. 1749 - Londra, † 1802)
- Joseph Wagner, incisore, docente e editore tedesco (Gestratz, n. 1706 - Venezia, † 1780)

## Informatici(3)
- Joseph Licklider, informatico e psicologo statunitense (St. Louis, n. 1915 - Arlington, † 1990)
- Joseph Sifakis, informatico greco (Candia, n. 1946)
- Joseph Weizenbaum, informatico tedesco (Berlino, n. 1923 - Gröben, † 2008)

## Ingegneri(11)
- Joseph Bazalgette, ingegnere inglese (Londra, n. 1819 - Wimbledon, † 1891)
- Joseph Marie Blaise Coulomb, ingegnere francese (Tolone, n. 1728 - La Seyne-sur-Mer, † 1803)
- Joseph Nicolas Cugnot, ingegnere francese (Void-Vacon, n. 1725 - Parigi, † 1804)
- Joseph D'Appolito, ingegnere statunitense (n. 1936)
- Joseph Engelberger, ingegnere e imprenditore statunitense (Brooklyn, n. 1925 - Newtown, † 2015)
- Josh Fisher, ingegnere e informatico statunitense
- Joseph Locke, ingegnere inglese (Attercliffe, n. 1805 - † 1860)
- Joseph Louis Ollivier, ingegnere francese (Brest, n. 1727 - Brest, † 1777)
- Joseph Baermann Strauss, ingegnere statunitense (Cincinnati, n. 1870 - Los Angeles, † 1938)
- Joseph Vollmer, ingegnere tedesco (Baden-Baden, n. 1871 - Brunswick, † 1955)
- Joseph Whitworth, ingegnere e imprenditore inglese (Stockport, n. 1803 - Monte Carlo, † 1887)

## Insegnanti(1)
- Joseph Pilates, insegnante e imprenditore tedesco (Mönchengladbach, n. 1883 - New York, † 1967)

## Inventori(6)
- Joseph A. Ball, inventore e fisico statunitense (Cambridge, n. 1894 - Los Angeles, † 1951)
- Joseph Bramah, inventore britannico (Stainborough, n. 1748 - Londra, † 1814)
- Joseph Béranger, inventore e imprenditore francese (n. 1802 - Marsiglia, † 1870)
- Joseph Gayetty, inventore statunitense (n. 1817)
- Joseph Glidden, inventore statunitense (Charlestown, n. 1813 - DeKalb, † 1906)
- Joseph-Marie Jacquard, inventore francese (Lione, n. 1752 - Oullins, † 1834)

## Kickboxer(1)
- Jo Prestia, kickboxer e attore italiano (Porto Empedocle, n. 1960)

## Latinisti(1)
- Joseph de Jouvancy, latinista francese (Parigi, n. 1643 - Roma, † 1719)

## Linguisti(5)
- Joseph G. Fucilla, linguista e lessicografo statunitense (Chicago, n. 1897 - Evanston, † 1981)
- Joseph Greenberg, linguista e antropologo statunitense (New York, n. 1915 - Stanford, † 2001)
- Joseph Hager, linguista, lessicografo e orientalista austriaco (Milano, n. 1757 - Milano, † 1819)
- Joseph Vendryes, linguista francese (Parigi, n. 1875 - Parigi, † 1960)
- Joseph Wright, linguista britannico (Idle, n. 1855 - Oxford, † 1930)

## Liutai(1)
- Joseph Joachim Edlinger, liutaio ceco (Praga, n. 1693 - Praga, † 1748)

## Lottatori(4)
- Joseph Atiyeh, ex lottatore siriano (Allentown, n. 1957)
- Joseph Dilg, lottatore statunitense (Saint Louis, n. 1878 - Saint Louis, † 1953)
- Joseph Mewis, lottatore belga (Anversa, n. 1931 - Anversa, † 2025)
- Joe Schleimer, lottatore canadese (Mississauga, n. 1909 - Mississauga, † 1988)

## Lunghisti(1)
- Joe Greene, ex lunghista statunitense (Dayton, n. 1967)

## Mafiosi(13)
- Joseph Armone, mafioso statunitense (New York, n. 1917 - New York, † 1992)
- Joseph Barbara, mafioso italiano (Castellammare del Golfo, n. 1905 - Johnson City, † 1959)
- Joseph Barboza, mafioso statunitense (New Bedford, n. 1932 - San Francisco, † 1976)
- Joseph Biondo, mafioso italiano (Barcellona Pozzo di Gotto, n. 1897 - New York, † 1966)
- Joseph Bonanno, mafioso italiano (Castellammare del Golfo, n. 1905 - Tucson, † 2002)
- Joseph Colombo, mafioso statunitense (New York, n. 1923 - Newburgh, † 1978)
- Joseph Corozzo, mafioso statunitense (New York, n. 1942 - New York, † 2024)
- Joe Gallo, mafioso statunitense (New York, n. 1929 - New York, † 1972)
- Joseph Massino, mafioso statunitense (New York, n. 1943 - New York, † 2023)
- Joseph McDonald, mafioso statunitense (Somerville, n. 1917 - † 1997)
- Joseph Russo, mafioso statunitense (Boston, n. 1931 - Springfield, † 1998)
- Joseph Sica, mafioso statunitense (Newark, n. 1911 - † 1982)
- Joe Valachi, mafioso e collaboratore di giustizia statunitense (New York, n. 1904 - Anthony, † 1971)

## Magistrati(5)
- Joseph Adetunji Adefarasin, magistrato, giurista e attivista nigeriano (Ijebu Ode, n. 1921 - † 1989)
- Joseph Mécène Jean-Louis, giudice haitiano (Dessalines, n. 1949)
- Joseph Leydet, magistrato francese (Montrouge, n. 1855 - Parigi, † 1919)
- Joseph Nemours Pierre-Louis, magistrato e politico haitiano (Cap-Haïtien, n. 1900 - Port-au-Prince, † 1966)
- Joseph Nérette, giudice e politico haitiano (Port-au-Prince, n. 1924 - Port-au-Prince, † 2007)

## Maratoneti(4)
- Joseph Biwott, ex maratoneta keniota (n. 1972)
- Joe Forshaw, maratoneta statunitense (Saint Louis, n. 1881 - Saint Louis, † 1964)
- Joseph Ngolepus, ex maratoneta keniota (n. 1975)
- Joseph Riri, ex maratoneta keniota (n. 1973)

## Marciatori(1)
- Joseph Pearman, marciatore statunitense (New York, n. 1892 - † 1961)

## Martellisti(1)
- Étienne Desmarteau, martellista canadese (Boucherville, n. 1873 - Montréal, † 1905)

## Matematici(11)
- Joseph Louis François Bertrand, matematico francese (Parigi, n. 1822 - Parigi, † 1900)
- Joseph Boussinesq, matematico francese (Saint-André-de-Sangonis, n. 1842 - Parigi, † 1929)
- Joseph Leo Doob, matematico statunitense (Cincinnati, n. 1910 - Urbana, † 2004)
- Joseph Fürttenbach, matematico e ingegnere tedesco (Leutkirch im Allgäu, n. 1591 - Ulma, † 1667)
- Joseph Diaz Gergonne, matematico francese (Nancy, n. 1771 - Montpellier, † 1859)
- Joseph Keller, matematico statunitense (Paterson, n. 1923 - Palo Alto, † 2016)
- Joseph Liouville, matematico francese (Saint-Omer, n. 1809 - Parigi, † 1882)
- Joseph Mazur, matematico e saggista statunitense (New York, n. 1942)
- Joseph Ludwig Raabe, matematico svizzero (Brody, n. 1801 - Zurigo, † 1859)
- Joseph Raphson, matematico britannico (Middlesex - Inghilterra)
- Joseph Wedderburn, matematico scozzese (Forfar, n. 1882 - Princeton, † 1948)

## Mecenati(1)
- Joseph von Deym, mecenate e scultore boemo (Wognitz, n. 1752 - Praga, † 1804)

## Medaglisti(2)
- Joseph Roëttiers, medaglista francese (Anversa, n. 1635 - Parigi, † 1703)
- Joseph Charles Roëttiers, medaglista francese (Parigi, n. 1691 - Parigi, † 1779)

## Medici(20)
- Joseph Adams, medico inglese (n. 1756 - † 1818)
- Joseph Leopold Auenbrugger, medico austriaco (Graz, n. 1722 - Vienna, † 1809)
- Joseph Bell, medico britannico (Edimburgo, n. 1837 - Edimburgo, † 1911)
- Joseph ben Judah ben Shimeon, medico e poeta marocchino (Ceuta, n. 1160 - † 1226)
- Frédéric Bérard, medico e filosofo francese (Montpellier, n. 1789 - † 1828)
- Joseph Daquin, medico francese (Chambéry, n. 1732 - Chambéry, † 1815)
- Joseph Ennemoser, medico italiano (Moso in Passiria, n. 1787 - Rottach-Egern, † 1854)
- Joseph Erlanger, medico statunitense (San Francisco, n. 1874 - St. Louis, † 1965)
- Giuseppe Frank, medico e patologo tedesco (Rastatt, n. 1771 - Como, † 1842)
- Joseph von Gerlach, medico tedesco (Magonza, n. 1820 - Erlangen, † 1896)
- Joseph Mortimer Granville, medico, inventore e scrittore britannico (Plymouth, n. 1833 - Londra, † 1900)
- Joseph Guislain, medico belga (Gand, n. 1797 - Gand, † 1860)
- Joseph Franz von Jacquin, medico, botanico e chimico austriaco (Banská Štiavnica, n. 1766 - Vienna, † 1839)
- Joep Lange, medico olandese (Nieuwenhagen, n. 1954 - Hrabove, † 2014)
- Joseph Lieutaud, medico francese (Aix-en-Provence, n. 1703 - Versailles, † 1780)
- Joseph Lister, medico britannico (Upton, n. 1827 - Walmer, † 1912)
- Joseph von Mering, medico tedesco (Colonia, n. 1849 - Halle an der Saale, † 1908)
- Alexandre Saint-Yves d'Alveydre, medico francese (Parigi, n. 1842 - Pau, † 1909)
- Joseph Sugar Baly, medico e entomologo inglese (Warwick, n. 1816 - Warwick, † 1890)
- Joseph Warren, medico e patriota statunitense (Roxbury, n. 1741 - Bunker Hill, † 1775)

## Mercanti(4)
- Joseph Duveen, mercante inglese (Kingston-upon-Hull, n. 1869 - Londra, † 1939)
- Joseph Joanovici, mercante russo (Chișinău, n. 1905 - Clichy, † 1965)
- Joseph Rabban, mercante e viaggiatore yemenita
- Joseph de la Vega, mercante olandese (Amsterdam, † 1692)

## Mercanti d'arte(1)
- Joseph Brummer, mercante d'arte, collezionista d'arte e scultore ungherese (Sombor, n. 1883 - New York, † 1947)

## Mezzofondisti(9)
- Joseph Barthel, mezzofondista e politico lussemburghese (Mamer, n. 1927 - Lussemburgo, † 1992)
- Joe Deakin, mezzofondista britannico (Shelton, n. 1876 - Dulwich, † 1972)
- Joseph Dréher, mezzofondista francese (Marigny-l'Église, n. 1884 - Chantenay-sur-Loire, † 1941)
- Joseph Ebuya, ex mezzofondista keniota (n. 1987)
- Joseph Guillemot, mezzofondista francese (Le Dorat, n. 1899 - Oradour-Saint-Genest, † 1975)
- Joseph Birech, ex mezzofondista keniota (n. 1984)
- Joseph Mutua, ex mezzofondista keniota (Machakos, n. 1978)
- Joseph Otwori, mezzofondista e maratoneta keniota (n. 1969 - † 2006)
- Joe Reid, mezzofondista britannico (n. 1996)

## Micologi(1)
- Joseph Schröter, micologo e medico tedesco (Patschkau, n. 1837 - Breslavia, † 1894)

## Militari(28)
- Joseph von Berger, militare austriaco (n. 1801 - Vienna, † 1889)
- Josef Blösche, militare tedesco (Friedland in Böhmen, n. 1912 - Lipsia, † 1969)
- Joseph Franz von Colloredo-Mansfeld, militare, politico e nobile austriaco (Vienna, n. 1813 - Vienna, † 1895)
- Joseph Coulon de Villiers, militare francese (Verchères, n. 1718 - Contea di Fayette, † 1754)
- Joseph Dulac, militare e scrittore italiano (Chambéry, n. 1706 - Alessandria, † 1757)
- Joseph Fall, militare e aviatore canadese (Hillbank, n. 1895 - Duncan, † 1988)
- Joe Foss, militare, aviatore e politico statunitense (Sioux Falls, n. 1915 - Scottsdale, † 2003)
- Joseph Frantz, militare e aviatore francese (Beaujeu, n. 1890 - Parigi, † 1979)
- Joseph L'Espine, militare francese (Avignone, n. 1761 - Milano, † 1826)
- Joseph Arthur Gregory, militare canadese (n. 1900 - † 1971)
- Joseph Hooker, militare statunitense (Hadley, n. 1814 - Garden City, † 1879)
- Joseph Kellaway, militare britannico (Kingston, n. 1824 - Chatham, † 1880)
- Joseph Larichelière, militare canadese (Montréal, n. 1912 - Canale della Manica, † 1940)
- Amédée Laurans des Ondes, militare francese (Guadalupa, n. 1811 - Medole, † 1859)
- Joseph Le Moyne de Sérigny, militare francese (Montréal, n. 1668 - Rochefort, † 1734)
- Joseph McDivitt, ufficiale statunitense (n. 1917 - Newhall, † 2019)
- Joseph Wanton Morrison, militare britannico (New York, n. 1783 - Arakan, † 1826)
- Joseph Hélie Désiré Perruquet de Montrichard, militare francese (Thoirette, n. 1760 - Strasburgo, † 1828)
- Joseph Pouliquen, militare e aviatore francese (Saint-Malo, n. 1897 - Parigi, † 1988)
- Joseph Steffanini di Monte Airone, militare austriaco (Tione di Trento, n. 1761 - Verona, † 1821)
- Joseph Vergos, militare francese (Plougastel-Daoulas, n. 1911 - Isole Kerkenna, † 1940)
- Joseph Agricol Viala, militare francese (Avignone, n. 1778 - Caumont-sur-Durance, † 1793)
- Joseph Vuillemin, militare francese (Bordeaux, n. 1883 - Lione, † 1963)
- Joseph Watt, militare inglese (Gardenstown, n. 1887 - Fraserburgh, † 1955)
- Joseph von Werklein, militare e politico austriaco (San Michele della Lika, n. 1777 - Vienna, † 1849)
- Joseph Hyacinthe Louis Jules d'Ariès, militare francese (Tarbes, n. 1813 - Tillac, † 1878)
- Joseph von Fölseis, militare austriaco (Wiener Neustadt, n. 1760 - Olomouc, † 1841)
- Joseph Xaver von Stutterheim, militare austriaco (Uničov, n. 1764 - Leopoli, † 1831)

## Missionari(13)
- Joseph Brendan Houlihan, missionario e vescovo cattolico irlandese (Ballyferriter, n. 1911 - Kisumu, † 1975)
- Joseph Dahlmann, missionario e gesuita tedesco (Coblenza, n. 1861 - Tokyo, † 1930)
- Joseph Dutton, missionario, religioso e enciclopedista statunitense (Stowe, n. 1843 - Honolulu, † 1931)
- Joseph Gotthardt, missionario e arcivescovo cattolico tedesco (Thalheim, n. 1880 - Swakopmund, † 1963)
- Joseph Gérard, missionario francese (Bouxières-aux-Chênes, n. 1831 - Roma del Lesotho, † 1914)
- Joseph Augustin Hagendorens, missionario e vescovo cattolico belga (Mariekerke, n. 1894 - Wezembeek-Oppem, † 1976)
- Joseph Kam, missionario olandese (n. 1769 - † 1833)
- Joseph Martin, missionario e vescovo cattolico belga (Saint-Remy-lez-Chimay, n. 1903 - Heusy, † 1982)
- Joseph Norbert Provencher, missionario e vescovo cattolico canadese (Nicolet, n. 1787 - Saint-Boniface, † 1853)
- Joseph Ignatius Shanahan, missionario e vescovo cattolico irlandese (Glenkeen, n. 1871 - Nairobi, † 1943)
- Joseph Fielding Smith, missionario statunitense (Far West, n. 1838 - Salt Lake City, † 1918)
- Joseph Toronto, missionario italiano (Cagliari, n. 1818 - Salt Lake City, † 1883)
- Joseph van Reeth, missionario e vescovo cattolico belga (Anversa, n. 1843 - Galle, † 1923)

## Modelli(1)
- Joseph, modello haitiano (Saint-Domingue - Francia)

## Montatori(1)
- Joe Hutshing, montatore statunitense (San Diego)

## Musicisti(5)
- Joseph Arthur, musicista, pittore e scrittore statunitense (Akron, n. 1971)
- Giuseppe Clemente Dall'Abaco, musicista italiano (Bruxelles, n. 1710 - Arbizzano, † 1805)
- J. B. Hutto, musicista e cantante statunitense (Blackville, n. 1926 - Harvey, † 1983)
- Joseph Kamaru, musicista keniota (Kangema, n. 1939 - Nairobi, † 2018)
- Joseph Salemi, musicista statunitense (Corleone, n. 1902 - Stati Uniti, † 2003)

## Naturalisti(9)
- Eduard Joseph d'Alton, naturalista tedesco (Aquileia, n. 1772 - Bonn, † 1840)
- Joseph Banks, naturalista inglese (Londra, n. 1743 - Londra, † 1820)
- Joseph Decaisne, naturalista belga (Bruxelles, n. 1807 - Parigi, † 1882)
- Joseph Philippe François Deleuze, naturalista e botanico francese (Sisteron, n. 1753 - Parigi, † 1835)
- Joseph Deniker, naturalista e antropologo francese (Astrachan', n. 1852 - Parigi, † 1918)
- Joseph Fortuné Théodore Eydoux, naturalista francese (n. 1802 - † 1841)
- Joseph Paul Gaimard, naturalista francese (Saint-Zacharie, n. 1796 - Parigi, † 1858)
- Joseph Jean Baptiste Géhin, naturalista francese (Remiremont, n. 1816 - Remiremont, † 1889)
- Joseph Barclay Pentland, naturalista, geografo e viaggiatore irlandese (Ballybofey, n. 1797 - Londra, † 1873)

## Navigatori(3)
- Joseph Billings, navigatore e esploratore inglese (Yarmouth - Mosca, † 1806)
- Joseph Ingraham, navigatore e esploratore statunitense (n. 1762 - † 1800)
- Joseph Stenhouse, navigatore, esploratore e militare scozzese (Dumbarton, n. 1887 - Golfo di Aden, † 1941)

## Neurologi(3)
- Joseph Babinski, neurologo francese (Parigi, n. 1857 - Parigi, † 1932)
- Joseph Collins, neurologo statunitense (Brookfield, n. 1866 - New York, † 1950)
- Jules Déjerine, neurologo francese (Plainpalais, n. 1849 - Parigi, † 1917)

## Neuroscienziati(1)
- Joseph LeDoux, neuroscienziato statunitense (Eunice, n. 1949)

## Nobili(3)
- Joseph Franz Karl von Lobkowicz, nobile, generale e politico austriaco (Vienna, n. 1803 - Praga, † 1875)
- Joseph Franz Maximilian von Lobkowicz, nobile e mecenate ceco (Vienna, n. 1772 - Třeboň, † 1816)
- Joseph Franz von Schönborn-Wiesentheid, nobile e politico tedesco (Magonza, n. 1708 - Wiesentheid, † 1772)

## Numismatici(2)
- Joseph von Arneth, numismatico e archeologo austriaco (Leopoldschlag, n. 1791 - Karlsbad, † 1863)
- Joseph Pellerin, numismatico francese (Marly, n. 1684 - Plainville, † 1782)

## Nuotatori(10)
- Hunter Armstrong, nuotatore statunitense (Dover, n. 2001)
- Joseph Bernardo, nuotatore francese (Algeri, n. 1929 - † 2023)
- Joseph Bertrand, nuotatore e pallanuotista francese (Helstroff, n. 1877 - Lomme, † 1918)
- Joe Bottom, ex nuotatore statunitense (Akron, n. 1955)
- Joseph Hudepohl, ex nuotatore statunitense (Cincinnati, n. 1964)
- Joseph Davide Natullo, nuotatore italiano (Napoli, n. 1988)
- Joseph Reynders, nuotatore e pallanuotista belga (Anversa, n. 1929 - Anversa, † 2024)
- Joseph Schooling, ex nuotatore singaporiano (Singapore, n. 1995)
- Joseph Spencer, nuotatore statunitense (New York, n. 1880 - Westbrook, † 1963)
- Joseph Verdeur, nuotatore statunitense (Filadelfia, n. 1926 - † 1991)

## Organisti(4)
- Joseph Ermend Bonnal, organista e compositore francese (Bordeaux, n. 1880 - Bordeaux, † 1944)
- Joseph Chabanceau de La Barre, organista e compositore francese (Parigi, n. 1633 - † 1678)
- Joseph Doll, organista e pedagogo tedesco (Baviera - Napoli, † 1774)
- Joseph Balthasar Hochreither, organista e compositore austriaco (Salisburgo, n. 1669 - Salisburgo, † 1731)

## Orientalisti(3)
- Joseph de Guignes, orientalista francese (Pontoise, n. 1721 - Parigi, † 1800)
- Joseph Massad, orientalista e scrittore giordano (Giordania, n. 1963)
- Joseph Schacht, orientalista tedesco (Ratibor, n. 1902 - Englewood, † 1969)

## Ornitologi(2)
- Joseph Harvey Riley, ornitologo statunitense (Falls Church, n. 1851 - † 1941)
- Joseph Isaac Spadafora Whitaker, ornitologo e archeologo italiano (Palermo, n. 1850 - Roma, † 1936)

## Paleontologi(4)
- Henri Douvillé, paleontologo e geologo francese (Tolosa, n. 1846 - Parigi, † 1937)
- Joseph T. Gregory, paleontologo statunitense (Eureka, n. 1914 - Houston, † 2007)
- Joseph Leidy, paleontologo statunitense (Filadelfia, n. 1823 - Filadelfia, † 1891)
- Joseph Tyrrell, paleontologo e geologo canadese (Weston, n. 1858 - Toronto, † 1957)

## Pallanuotisti(7)
- Joseph Cludts, pallanuotista belga (n. 1896)
- Joseph Demicoli, pallanuotista maltese (n. 1914 - † 1962)
- Joseph O'Connor, pallanuotista irlandese (n. 1904 - Dublino, † 1982)
- Joseph Pletincx, pallanuotista belga (Saint-Gilles, n. 1888 - Saint-Gilles, † 1971)
- Joe Ruddy, pallanuotista e nuotatore statunitense (New York, n. 1878 - Queens, † 1962)
- Joseph Stappers, ex pallanuotista belga (Anversa, n. 1942)
- Joe Vargas, ex pallanuotista statunitense (Los Angeles, n. 1955)

## Pallavolisti(4)
- Joseph Kauliakamoa, pallavolista statunitense (Honolulu, n. 1989)
- Joseph Norman, pallavolista statunitense (Bay Shore, n. 1994)
- Joseph Sunder, pallavolista statunitense (Jeannette, n. 1989)
- Joseph Worsley, pallavolista statunitense (Fulton, n. 1997)

## Parapsicologi(1)
- Joseph Rhine, parapsicologo statunitense (n. 1895 - † 1980)

## Parolieri(1)
- Joseph McCarthy, paroliere e musicista statunitense (Somerville, n. 1885 - New York, † 1943)

## Partigiani(1)
- Joseph Serchuk, partigiano polacco (Polonia, n. 1919 - Tel Aviv, † 1993)

## Pastori protestanti(1)
- Joseph Fuos, pastore protestante e scrittore tedesco (Krum-Schiltach, n. 1739 - Ebersbach an der Fils, † 1811)

## Patrioti(1)
- Joseph Broussard, patriota canadese (Port-Royal, n. 1702 - St. Martinville, † 1765)

## Pedagogisti(2)
- Joseph Lancaster, pedagogo inglese (Londra, n. 1778 - New York, † 1838)
- Joseph Novak, pedagogista statunitense (n. 1930 - New York, † 2023)

## Pentatleti(1)
- Joseph Choong, pentatleta britannico (Orpington, n. 1995)

## Percussionisti(1)
- Joe Porcaro, percussionista e batterista statunitense (Hartford, n. 1930 - † 2020)

## Personaggi televisivi(1)
- Joey Styles, personaggio televisivo statunitense (New York, n. 1971)

## Pesisti(1)
- Joe Kovacs, pesista statunitense (Nazareth, n. 1989)

## Pianisti(5)
- Joe Albany, pianista statunitense (Atlantic City, n. 1924 - New York, † 1988)
- Joseph Alfidi, pianista, compositore e direttore d'orchestra statunitense (Yonkers, n. 1949 - Bruxelles, † 2015)
- Joseph Christoph Kessler, pianista e compositore tedesco (Augusta, n. 1800 - Vienna, † 1872)
- Joe Sample, pianista e compositore statunitense (Houston, n. 1939 - Houston, † 2014)
- Joseph Wölfl, pianista e compositore austriaco (Salisburgo, n. 1773 - Londra, † 1812)

## Piloti automobilistici(10)
- Joe Buzzetta, pilota automobilistico statunitense (Brooklyn, n. 1936 - Wellington, † 2023)
- Joe Fry, pilota automobilistico britannico (Chipping Sodbury, n. 1915 - Blandford Forum, † 1950)
- Joey Hand, pilota automobilistico statunitense (Sacramento, n. 1979)
- Rick Hendrick, pilota automobilistico statunitense (Warrenton, n. 1949)
- Ricky Hendrick, pilota automobilistico statunitense (Charlotte, n. 1980 - Martinsville, † 2004)
- Joe Kelly, pilota automobilistico irlandese (Dublino, n. 1913 - Neston, † 1993)
- Jo Schlesser, pilota automobilistico francese (Liouville, n. 1928 - Grand-Couronne, † 1968)
- Gilles Villeneuve, pilota automobilistico canadese (Saint-Jean-sur-Richelieu, n. 1950 - Lovanio, † 1982)
- Jo Vonlanthen, ex pilota automobilistico svizzero (Sankt Ursen, n. 1942)
- Joe Weatherly, pilota automobilistico e pilota motociclistico statunitense (Norfolk, n. 1922 - Riverside, † 1964)

## Piloti motociclistici(1)
- Jo Siffert, pilota motociclistico e pilota automobilistico svizzero (Friburgo, n. 1936 - Brands Hatch, † 1971)

## Pistard(4)
- Jef Scherens, pistard belga (Werchter, n. 1909 - Lovanio, † 1986)
- Joseph Truman, pistard britannico (Petersfield, n. 1997)
- Joseph Welzenbacher, pistard tedesco (Monaco di Baviera)
- Joseph Werbrouck, pistard belga (n. 1882 - † 1974)

## Pittori(49)
- Joseph Abel, pittore tedesco (Aschach an der Donau, n. 1764 - Vienna, † 1818)
- Joseph Achten, pittore austriaco (Graz, n. 1822 - Merano, † 1867)
- Joseph Camille Acosta, pittore francese (Collobrières, n. 1864 - Collobrières, † 1923)
- Joseph Paul Alizard, pittore francese (Langres, n. 1867 - Châteauvillain, † 1948)
- Joseph Apoux, pittore e illustratore francese (Le Blanc, n. 1846 - Le Kremlin-Bicêtre, † 1910)
- Joseph Aved, pittore francese (Douai, n. 1702 - Parigi, † 1766)
- Joseph Beuys, pittore, scultore e performance artist tedesco (Krefeld, n. 1921 - Düsseldorf, † 1986)
- Joseph Boze, pittore francese (Martigues, n. 1746 - Parigi, † 1826)
- Joseph Christophe, pittore, disegnatore e decoratore francese (Verdun, n. 1662 - Parigi, † 1748)
- Joseph Contini, pittore italiano (Milano, n. 1827 - Cannes, † 1892)
- Josef Danhauser, pittore austriaco (Vienna, n. 1805 - Vienna, † 1845)
- Joseph DeCamp, pittore statunitense (Cincinnati, n. 1858 - Boca Grande, † 1923)
- Joseph Delattre, pittore francese (Déville-lès-Rouen, n. 1858 - † 1912)
- Joseph Dreppe, pittore e incisore belga (Liegi, n. 1737 - Liegi, † 1810)
- Joseph Ducreux, pittore francese (Nancy, n. 1735 - Parigi, † 1802)
- Joseph Farquharson, pittore e nobile scozzese (Edimburgo, n. 1846 - Finzean, † 1935)
- Joseph Fassbender, pittore tedesco (Colonia, n. 1903 - Colonia, † 1974)
- Joseph Garibaldi, pittore francese (Marsiglia, n. 1863 - Marsiglia, † 1941)
- Joseph Guichard, pittore francese (Lione, n. 1806 - † 1880)
- Joseph Heintz il Vecchio, pittore svizzero (Basilea, n. 1564 - Praga, † 1609)
- Joseph Heintz il Giovane, pittore tedesco (Augusta - Venezia, † 1678)
- Joseph Hickel, pittore austriaco (Česká Lípa, n. 1736 - Vienna, † 1807)
- Joseph Hurard, pittore francese (Avignone, n. 1887 - Martigues, † 1956)
- Joseph Anton Koch, pittore austriaco (Elbigenalp, n. 1768 - Roma, † 1839)
- Joseph Kutter, pittore lussemburghese (Lussemburgo, n. 1894 - Lussemburgo, † 1941)
- Henri Lebasque, pittore francese (Champigné, n. 1865 - Le Cannet, † 1937)
- Joseph Barthélémy Le Bouteux, pittore francese (Lilla, n. 1742 - † 1791)
- Fernand Léger, pittore francese (Argentan, n. 1881 - Gif-sur-Yvette, † 1955)
- Joseph van Lerius, pittore belga (Boom, n. 1823 - Mechelen, † 1876)
- Joseph Melling, pittore francese (Saint-Avold, n. 1724 - Strasburgo, † 1796)
- Joseph Adam von Mölk, pittore austriaco (Rodaun, n. 1718 - Rodaun, † 1794)
- Joseph Mössmer, pittore austriaco (Vienna, n. 1780 - Vienna, † 1845)
- Joseph Nash, pittore britannico (Great Marlow, n. 1809 - Londra, † 1878)
- Joseph Paelinck, pittore belga (Oostakker, n. 1781 - Ixelles, † 1839)
- Joseph Parrocel, pittore, disegnatore e incisore francese (Brignoles, n. 1646 - Parigi, † 1704)
- Joseph Noel Paton, pittore scozzese (Dunfermline, n. 1821 - Edimburgo, † 1901)
- Joseph Quinaux, pittore belga (Namur, n. 1822 - Schaerbeek, † 1895)
- Joseph Rebell, pittore austriaco (Vienna, n. 1787 - Dresda, † 1828)
- Joseph Renzler, pittore italiano (San Lorenzo di Sebato, n. 1770 - Gais, † 1842)
- Joseph Stella, pittore italiano (Muro Lucano, n. 1877 - New York, † 1946)
- Joseph Karl Stieler, pittore tedesco (Magonza, n. 1781 - Monaco di Baviera, † 1858)
- Joseph Franz Strachota, pittore e artista austriaco (Vienna - † 1995)
- Joseph-Benoît Suvée, pittore belga (Bruges, n. 1743 - Roma, † 1807)
- Jef Van de Fackere, pittore belga (Bruges, n. 1879 - Bruges, † 1946)
- Joseph Vickers De Ville, pittore inglese (n. 1856 - † 1925)
- Joseph Villevieille, pittore e docente francese (Aix-en-Provence, n. 1829 - Aix-en-Provence, † 1916)
- Joseph Warlencourt, pittore belga (Bruges, n. 1784 - Bruges, † 1845)
- Joseph Wright of Derby, pittore inglese (Derby, n. 1734 - Derby, † 1797)
- Joseph von Führich, pittore austriaco (Chrastava, n. 1800 - Vienna, † 1876)

## Poeti(4)
- Joseph Autran, poeta e drammaturgo francese (Marsiglia, n. 1813 - Marsiglia, † 1877)
- Joseph Roumanille, poeta e scrittore francese (Saint-Rémy-de-Provence, n. 1818 - Avignone, † 1891)
- Joseph Tusiani, poeta e traduttore statunitense (San Marco in Lamis, n. 1924 - New York, † 2020)
- Joseph von Eichendorff, poeta, scrittore e drammaturgo tedesco (Castello di Lubowitz, n. 1788 - Nysa, † 1857)

## Politologi(2)
- Joseph Maïla, politologo, orientalista e sociologo libanese
- Joseph Nye, politologo statunitense (South Orange, n. 1937 - Cambridge, † 2025)

## Predicatori(3)
- Joseph C. Philpot, predicatore e teologo inglese (n. 1802 - † 1869)
- Joseph Franklin Rutherford, predicatore e avvocato statunitense (Versailles, n. 1869 - San Diego, † 1942)
- Joseph Smith, predicatore e religioso statunitense (Sharon, n. 1805 - Carthage, † 1844)

## Preparatori atletici(1)
- Joe O'Toole, preparatore atletico statunitense

## Presbiteri(14)
- Joseph Colomb, presbitero, filosofo e teologo francese (Essertines-en-Donzy, n. 1902 - Lione, † 1979)
- Joseph Fessio, presbitero, teologo e editore statunitense (Alameda, n. 1941)
- Joseph Milner, presbitero britannico (Leeds, n. 1744 - Hull, † 1797)
- Joseph Milik, presbitero e archeologo polacco (Sterdyń, n. 1922 - Parigi, † 2006)
- Joseph Mohr, prete austriaco (Salisburgo, n. 1792 - Wagrain, † 1848)
- Joseph Moingt, presbitero e teologo francese (Salbris, n. 1915 - Parigi, † 2020)
- Joseph Pathrapankal, presbitero, teologo e biblista indiano (Kerala, n. 1930 - Kerala, † 2022)
- Joseph Rickaby, presbitero e filosofo inglese (York, n. 1845 - † 1932)
- Joseph Schmidlin, presbitero e teologo francese (Kleinlandau, n. 1876 - Schirmeck, † 1944)
- Joseph Séguy, presbitero, abate e poeta francese (Rodez, n. 1689 - Meaux, † 1761)
- Joseph Thao Tiên, presbitero laotiano (Ban Ten, n. 1918 - Ban Talang, † 1954)
- Joseph Wilpert, presbitero e archeologo tedesco (Baborów, n. 1856 - Roma, † 1944)
- Joseph Wresinski, presbitero francese (Angers, n. 1917 - Suresnes, † 1988)
- Joseph de Finance, presbitero, filosofo e teologo francese (La Canourgue, n. 1904 - Roma, † 2000)

## Principi(2)
- Joseph Kinsky von Wchinitz und Tettau, principe austriaco (Vienna, n. 1751 - Praga, † 1798)
- Joseph Anton Xaver von Waldburg-Wolfegg-Waldsee, principe e politico tedesco (Waldsee, n. 1766 - Waldsee, † 1833)

## Produttori cinematografici(5)
- Joseph N. Ermolieff, produttore cinematografico russo (Mosca, n. 1889 - Los Angeles, † 1962)
- Robert Lorenz, produttore cinematografico e regista statunitense (Chicago, n. 1965)
- Eddie Mannix, produttore cinematografico statunitense (Fort Lee, n. 1891 - Beverly Hills, † 1963)
- Joseph Patel, produttore cinematografico, regista e giornalista statunitense (n. 1972)
- Joseph Schenck, produttore cinematografico russo (Rybinsk, n. 1878 - Los Angeles, † 1961)

## Produttori discografici(1)
- Diamond D, produttore discografico e rapper statunitense (Bronx, n. 1970)

## Produttori teatrali(1)
- Joseph Papp, produttore teatrale e regista statunitense (Brooklyn, n. 1921 - New York, † 1991)

## Produttori televisivi(1)
- Joseph Barbera, produttore televisivo, produttore cinematografico e regista statunitense (New York, n. 1911 - Los Angeles, † 2006)

## Psicologi(4)
- Joseph Delboeuf, psicologo e filosofo belga (Liegi, n. 1831 - Bonn, † 1896)
- Joseph Jastrow, psicologo statunitense (Varsavia, n. 1863 - Stockbridge, † 1944)
- Joseph Lee Rodgers, psicologo e insegnante statunitense (n. 1953)
- Joseph Nuttin, psicologo belga (Zwevegem, n. 1909 - Lovanio, † 1988)

## Psicoterapeuti(1)
- Joseph Nicolosi, psicoterapeuta e psichiatra statunitense (New York, n. 1947 - Los Angeles, † 2017)

## Pugili(19)
- Joseph Beecken, pugile belga (Liegi, n. 1904 - Heers, † 1948)
- Joseph Bessala, pugile camerunese (Douala, n. 1941 - Yaoundè, † 2010)
- Joe Gans, pugile statunitense (Baltimora, n. 1874 - † 1910)
- Joe Calzaghe, ex pugile britannico (Londra, n. 1972)
- Joseph Charlemont, pugile e allenatore di pugilato francese (Lesdain, n. 1839 - Parigi, † 1929)
- Joe Choynski, pugile statunitense (San Francisco, n. 1868 - Cincinnati, † 1943)
- Joe Frazier, pugile statunitense (Beaufort, n. 1944 - Filadelfia, † 2011)
- Joseph Gonzales, ex pugile francese (Narbona, n. 1941)
- Philadelphia Jack O'Brien, pugile statunitense (Filadelfia, n. 1878 - † 1942)
- Joseph Joyce, pugile britannico (Londra, n. 1985)
- Midget Wolgast, pugile statunitense (Filadelfia, n. 1910 - † 1955)
- Terry McGovern, pugile statunitense (Johnstown, n. 1880 - Brooklyn, † 1918)
- Joseph Parker, pugile neozelandese (Auckland, n. 1992)
- Art Prud'Homme, pugile canadese (Ottawa, n. 1898 - Athabasca, † 1978)
- Joseph Salas, pugile statunitense (n. 1905 - † 1987)
- Joseph Ventaja, pugile francese (Casablanca, n. 1930 - Bordeaux, † 2003)
- Joseph Vissers, pugile belga (n. 1928 - † 2006)
- Joe Ward, pugile irlandese (Moate, n. 1993)
- Jack Sharkey, pugile statunitense (Binghamton, n. 1902 - Beverly, † 1994)

## Rabbini(7)
- Joseph ben Shalom Askenazi, rabbino e teologo spagnolo
- Joseph ben Ephraim Karo, rabbino, filosofo e giurista spagnolo (Toledo, n. 1488 - Safed, † 1575)
- Joseph Colon, rabbino e religioso italiano (Chambéry, n. 1420 - Pavia, † 1480)
- Joseph ben Abraham Gikatilla, rabbino e religioso spagnolo (Medinaceli, n. 1248 - Peñafiel, † 1305)
- Joseph Saul Nathansohn, rabbino e religioso polacco (Brzeżany, n. 1808 - Leopoli, † 1875)
- Joseph Soloveitchik, rabbino, filosofo e educatore bielorusso (Pružany, n. 1903 - Boston, † 1993)
- Joseph Tzayach, rabbino e mistico spagnolo (Spagna - Salonicco)

## Rapper(12)
- Skepta, rapper inglese (Londra, n. 1983)
- Joe Budden, rapper statunitense (New York City, n. 1980)
- Fat Joe, rapper statunitense (New York, n. 1970)
- Afroman, rapper statunitense (Los Angeles, n. 1974)
- Joe C., rapper statunitense (Taylor, n. 1974 - Taylor, † 2000)
- Jim Jones, rapper statunitense (New York, n. 1976)
- Just-Ice, rapper statunitense (New York, n. 1965)
- Z-Ro, rapper statunitense (Houston, n. 1976)
- Nothing,Nowhere, rapper, cantautore e compositore statunitense (Foxborough, n. 1992)
- Joseph Simmons, rapper statunitense (New York, n. 1964)
- JT the Bigga Figga, rapper e produttore discografico statunitense (San Francisco, n. 1973)
- Violent J, rapper, wrestler e attore statunitense (Michigan, n. 1972)

## Registi(33)
- Joe Berlinger, regista, sceneggiatore e produttore cinematografico statunitense (Bridgeport, n. 1961)
- Joseph C. Boyle, regista statunitense (Filadelfia, n. 1888 - Culver City, † 1972)
- Joe Carnahan, regista, sceneggiatore e produttore televisivo statunitense (Sacramento, n. 1969)
- Joseph Cedar, regista e sceneggiatore israeliano (New York, n. 1968)
- J. C. Daniel, regista, sceneggiatore e produttore cinematografico indiano (Agasteeswaram, n. 1900 - Agasteeswaram, † 1975)
- Joe Dante, regista, sceneggiatore e produttore cinematografico statunitense (Morristown, n. 1946)
- Joseph De Grasse, regista e attore cinematografico canadese (Bathurst, n. 1873 - Los Angeles, † 1940)
- Henri Decoin, regista, sceneggiatore e scrittore francese (Parigi, n. 1890 - Neuilly-sur-Seine, † 1969)
- Allan Dwan, regista, sceneggiatore e produttore cinematografico canadese (Toronto, n. 1885 - Woodland Hills, † 1981)
- Joseph A. Golden, regista e sceneggiatore statunitense (n. 1897 - Los Angeles, † 1942)
- Joseph Green, regista, produttore cinematografico e attore polacco (Łódź, n. 1900 - New York, † 1996)
- Joseph Henabery, regista, attore e sceneggiatore statunitense (Omaha, n. 1888 - Woodland Hills, † 1976)
- Joseph Kahn, regista statunitense (Jersey Village, n. 1972)
- Joseph Kosinski, regista, sceneggiatore e produttore cinematografico statunitense (Marshalltown, n. 1974)
- Joseph Levering, regista, attore e sceneggiatore statunitense (Columbus, n. 1874 - Kansas City, † 1943)
- Joseph H. Lewis, regista statunitense (New York, n. 1907 - Santa Monica, † 2000)
- Joseph Losey, regista, sceneggiatore e produttore cinematografico statunitense (La Crosse, n. 1909 - Londra, † 1984)
- Joseph Maddern, regista statunitense
- Joseph L. Mankiewicz, regista, sceneggiatore e produttore cinematografico statunitense (Wilkes-Barre, n. 1909 - New York, † 1993)
- McG, regista, produttore cinematografico e sceneggiatore statunitense (Kalamazoo, n. 1968)
- Joseph McGrath, regista scozzese (Glasgow, n. 1928)
- Joseph Merhi, regista, produttore cinematografico e sceneggiatore siriano (Siria, n. 1953)
- Joe Napolitano, regista statunitense (Brooklyn, n. 1948 - Los Angeles, † 2016)
- Joseph M. Newman, regista statunitense (Logan, n. 1909 - Simi Valley, † 2006)
- Joseph Pevney, regista e attore statunitense (New York, n. 1911 - Palm Desert, † 2008)
- Joseph Ruben, regista statunitense (Briarcliff Manor, n. 1950)
- Joseph Santley, regista, produttore televisivo e sceneggiatore statunitense (Salt Lake City, n. 1890 - Los Angeles, † 1971)
- Joseph Sargent, regista, attore e produttore televisivo statunitense (Jersey City, n. 1925 - Malibù, † 2014)
- Joseph Sarno, regista e sceneggiatore statunitense (Brooklyn, n. 1921 - New York, † 2010)
- Joseph Byron Totten, regista, attore e sceneggiatore statunitense (New York, n. 1870 - New York, † 1946)
- Joss Whedon, regista, sceneggiatore e fumettista statunitense (New York, n. 1964)
- Joe Wright, regista e produttore cinematografico britannico (Londra, n. 1972)
- Joseph Zito, regista, produttore cinematografico e produttore televisivo statunitense (New York, n. 1946)

## Registi teatrali(1)
- Joseph Hardy, regista teatrale statunitense (Carlsbad, n. 1929 - Englewood, † 2024)

## Religiosi(7)
- Joseph Caryl, religioso inglese (Londra, n. 1602 - † 1673)
- Jose Glover, religioso inglese († 1638)
- Joseph Kleutgen, religioso e teologo tedesco (Dortmund, n. 1811 - Caldaro sulla Strada del Vino, † 1883)
- Joseph Labrosse, religioso francese (Tolosa, n. 1636 - Perpignano, † 1697)
- Joseph Marchand, religioso e missionario francese (Passavant, n. 1803 - Saigon, † 1835)
- Joseph Murphy, religioso irlandese (Irlanda, n. 1898 - Laguna Hills, † 1981)
- Josep Perarnau i Espelt, religioso, teologo e storico spagnolo (Avinyó, n. 1928)

## Rugbisti a 13(1)
- Joe Tomane, rugbista a 13 e rugbista a 15 australiano (Palmerston North, n. 1990)

## Rugbisti a 15(11)
- Joe Launchbury, rugbista a 15 britannico (Exeter, n. 1991)
- Joe Maddock, rugbista a 15 e allenatore di rugby a 15 neozelandese (Christchurch, n. 1978)
- Joe Marler, ex rugbista a 15 britannico (Eastbourne, n. 1990)
- Joe Moody, rugbista a 15 neozelandese (Christchurch, n. 1988)
- Joseph Olivier, rugbista a 15 francese (Parigi, n. 1874 - Neuilly-sur-Seine, † 1901)
- Joe Roff, ex rugbista a 15 australiano (Melbourne, n. 1975)
- Joe Simpson, rugbista a 15 inglese (Sydney, n. 1988)
- Joe Stanley, ex rugbista a 15, allenatore di rugby a 15 e imprenditore neozelandese (Auckland, n. 1957)
- Iosefa Tekori, rugbista a 15 samoano (Apia, n. 1983)
- Joe Warbrick, rugbista a 15 neozelandese (Rotorua, n. 1862 - Waimangu, † 1903)
- Joe Worsley, ex rugbista a 15 e allenatore di rugby a 15 britannico (Londra, n. 1977)

## Saggisti(4)
- Joseph Anglade, saggista, filologo e insegnante francese (Lézignan-Corbières, n. 1868 - Tolosa, † 1930)
- Joseph Campbell, saggista e storico delle religioni statunitense (White Plains, n. 1904 - Honolulu, † 1987)
- Joe McGinniss, saggista e giornalista statunitense (New York, n. 1942 - Worcester, † 2014)
- Joseph Pearson, saggista, giornalista e storico canadese (Edmonton, n. 1975)

## Sassofonisti(1)
- Joe Lovano, sassofonista, clarinettista e flautista statunitense (Cleveland, n. 1952)

## Scacchisti(4)
- Joseph Blackburne, scacchista britannico (Manchester, n. 1841 - Manchester, † 1924)
- Joseph Henry Blake, scacchista britannico (Farnborough, n. 1859 - Kingston upon Thames, † 1951)
- Joseph G. Campbell, scacchista e compositore di scacchi irlandese (Cookstown, n. 1830 - Londra, † 1891)
- Joseph Gallagher, scacchista britannico (n. 1964)

## Sceneggiatori(5)
- Joseph Farnham, sceneggiatore e montatore statunitense (New Haven, n. 1884 - Beverly Hills, † 1931)
- Joseph Minion, sceneggiatore e regista statunitense (Teaneck, n. 1957)
- Joe Pearson, sceneggiatore e produttore televisivo statunitense (California, n. 1956)
- Joseph Stefano, sceneggiatore, compositore e produttore televisivo statunitense (Filadelfia, n. 1922 - Thousand Oaks, † 2006)
- Joseph C. Stinson, sceneggiatore statunitense

## Scenografi(4)
- Joe Alves, scenografo e regista statunitense (San Leandro, n. 1936)
- Joseph Harker, scenografo, attore e pittore britannico (Londra, n. 1855 - Londra, † 1927)
- Joseph Kish, scenografo statunitense (n. 1899 - Hollywood, † 1969)
- Joseph C. Wright, scenografo statunitense (Chicago, n. 1892 - Oceanside, † 1985)

## Schermidori(9)
- Joseph De Craecker, schermidore belga (Anversa, n. 1891 - † 1975)
- Michel Filippi, schermidore francese (Parigi, n. 1875 - Aix-en-Provence, † 1951)
- Joseph Levis, schermidore statunitense (Boston, n. 1905 - Brighton, † 2005)
- Joseph Paletta, ex schermidore statunitense (New York, n. 1937)
- Joseph Peroteaux, schermidore francese (Nantes, n. 1883 - Parigi, † 1967)
- Joseph Polossifakis, schermidore canadese (n. 1990)
- Jacques Rodrigues, schermidore francese (Eaubonne, n. 1886 - Bourg-la-Reine, † 1968)
- Joseph Szepesi, ex schermidore rumeno (Satu Mare, n. 1946)
- Joseph Sénat, schermidore francese (Tolosa, n. 1865)

## Scienziati(2)
- Joseph Solomon Delmedigo, scienziato italiano (Candia, n. 1591 - Praga, † 1655)
- Norman Lockyer, scienziato e astronomo britannico (Rugby, n. 1836 - Salcombe Regis, † 1920)

## Scrittori(43)
- Joseph Albert Alberdingk Thijm, scrittore olandese (Amsterdam, n. 1820 - Amsterdam, † 1889)
- Hilaire Belloc, scrittore, politico e storico francese (La Celle-Saint-Cloud, n. 1870 - Guildford, † 1953)
- Bô Yin Râ, scrittore, esoterista e pittore tedesco (Aschaffenburg, n. 1876 - Massagno, † 1943)
- Joseph Breitbach, scrittore tedesco (Coblenza, n. 1903 - Monaco di Baviera, † 1980)
- Joseph Conrad, scrittore e navigatore polacco (Berdičev, n. 1857 - Bishopsbourne, † 1924)
- Joseph Déjacque, scrittore francese (Parigi, n. 1821 - Parigi, † 1865)
- Joseph Delteil, scrittore e poeta francese (Villar-en-Val, n. 1894 - Grabels, † 1978)
- Joe Esposito, scrittore statunitense (Chicago, n. 1938 - Calabasas, † 2016)
- Joseph Jefferson Farjeon, scrittore britannico (Londra, n. 1883 - Hove, † 1955)
- Joseph Finder, scrittore e giornalista statunitense (Chicago, n. 1958)
- Joseph Glanvill, scrittore e filosofo inglese (n. 1636 - † 1680)
- Joe Gores, scrittore statunitense (Rochester, n. 1931 - Greenbrae, † 2011)
- Joseph Ferdinand Gould, scrittore statunitense (Boston, n. 1889 - New York, † 1957)
- Joseph Gregor, scrittore e storico austriaco (Černivci, n. 1888 - Vienna, † 1960)
- Joseph Hansen, scrittore statunitense (Aberdeen, n. 1923 - Laguna Beach, † 2004)
- Joseph Heller, scrittore, commediografo e sceneggiatore statunitense (New York, n. 1923 - New York, † 1999)
- Joseph Hergesheimer, scrittore statunitense (Filadelfia, n. 1880 - Sea Isle City, † 1954)
- Joe Hill, scrittore e fumettista statunitense (Hermon, n. 1972)
- Joseph Joffo, scrittore francese (Parigi, n. 1931 - Saint-Laurent-du-Var, † 2018)
- Joseph Kanon, scrittore statunitense (n. 1946)
- John Kessel, scrittore statunitense (Buffalo, n. 1950)
- Rudyard Kipling, scrittore, poeta e giornalista britannico (Bombay, n. 1865 - Londra, † 1936)
- Joseph Krumgold, scrittore e sceneggiatore statunitense (Jersey City, n. 1908 - Hope, † 1980)
- Sheridan Le Fanu, scrittore irlandese (Dublino, n. 1814 - Dublino, † 1873)
- Joseph McCabe, scrittore e oratore britannico (Macclesfield, n. 1867 - † 1955)
- Joseph McElroy, scrittore statunitense (New York, n. 1930)
- Joseph Méry, scrittore, drammaturgo e librettista francese (Marsiglia, n. 1797 - Parigi, † 1866)
- Joseph O'Connor, scrittore irlandese (Dublino, n. 1963)
- Joseph O'Neill, scrittore irlandese (Cork, n. 1964)
- Joseph Pearce, scrittore britannico (Londra, n. 1961)
- Joseph Richter, scrittore e poeta austriaco (Vienna, n. 1749 - Vienna, † 1813)
- Joseph Roth, scrittore e giornalista austriaco (Brody, n. 1894 - Parigi, † 1939)
- Xavier B. Saintine, scrittore, poeta e drammaturgo francese (Parigi, n. 1798 - † 1865)
- Joseph von Sonnenfels, romanziere e giurista austriaco (Nikolsburg, n. 1732 - Vienna, † 1817)
- Joseph Teller, scrittore statunitense (New York)
- Joseph Van Praet, scrittore belga (Bruges, n. 1754 - Parigi, † 1837)
- Joseph Vitale, scrittore e musicista statunitense (Niles, n. 1953)
- Joseph Wambaugh, scrittore, poliziotto e militare statunitense (East Pittsburgh, n. 1937 - Rancho Mirage, † 2025)
- Joseph Victor Widmann, scrittore, giornalista e critico letterario svizzero (Brno, n. 1842 - Berna, † 1911)
- Joseph Zoderer, scrittore italiano (Merano, n. 1935 - Brunico, † 2022)
- Joseph d'Arbaud, scrittore francese (Meyrargues, n. 1874 - Aix-en-Provence, † 1950)
- Joseph de Pesquidoux, scrittore francese (Savigny-lès-Beaune, n. 1869 - Le Houga, † 1946)
- Joseph Victor von Scheffel, scrittore e poeta tedesco (Karlsruhe, n. 1826 - Karlsruhe, † 1886)

## Scrittori di fantascienza(3)
- Joseph Delaney, scrittore di fantascienza britannico (Preston, n. 1945 - Manchester, † 2022)
- Joseph Green, scrittore di fantascienza statunitense (Florida, n. 1931)
- Ward Moore, scrittore di fantascienza statunitense (Madison, n. 1903 - Pacific Grove, † 1978)

## Scultori(8)
- Joseph Bonomi il Giovane, scultore, disegnatore e egittologo inglese (Londra, n. 1796 - Wimbledon, † 1878)
- Joseph Chinard, scultore francese (Lione, n. 1756 - Lione, † 1813)
- Joseph Ducaju, scultore e pittore belga (Anversa, n. 1823 - Anversa, † 1891)
- Joseph Geefs, scultore belga (Anversa, n. 1808 - Anversa, † 1885)
- Joseph Anton Feuchtmayer, scultore e incisore austriaco (Linz, n. 1696 - Mimmenhausen, † 1770)
- Joseph Mendes da Costa, scultore olandese (Amsterdam, n. 1863 - † 1939)
- Joseph Tournois, scultore francese (Chazeuil, n. 1831 - Digione, † 1891)
- Joseph Wilton, scultore e docente inglese (Londra, n. 1722 - Londra, † 1803)

## Siepisti(3)
- Joseph Keter, ex siepista keniota (Lessos, n. 1969)
- Joseph Mahmoud, ex siepista francese (Safi, n. 1955)
- Joe McCluskey, siepista statunitense (Manchester, n. 1911 - Madison, † 2002)

## Sindacalisti(2)
- Joseph Daul, sindacalista e politico francese (Strasburgo, n. 1947)
- Joseph Ettor, sindacalista statunitense (Brooklyn, n. 1885 - San Clemente, † 1948)

## Skeletonisti(1)
- Joseph Luke Cecchini, skeletonista canadese (Trail, n. 1982)

## Sociologi(2)
- Joseph Lopreato, sociologo statunitense (Stefanaconi, n. 1928 - Georgetown, † 2015)
- Joseph P. Overton, sociologo e attivista statunitense (South Haven, n. 1960 - Caro, † 2003)

## Sollevatori(6)
- Joseph Alzin, sollevatore e lottatore lussemburghese (Parigi, n. 1893 - Marsiglia, † 1930)
- Mel Barnett, sollevatore britannico (Merthyr Tydfil, n. 1920 - Barry, † 1999)
- Joseph DePietro, sollevatore statunitense (Paterson, n. 1914 - Fair Lawn, † 1999)
- Joseph Dube, ex sollevatore statunitense (Altha, n. 1944)
- Roger François, sollevatore francese (Romans-sur-Isère, n. 1900 - Parigi, † 1949)
- Joe Pitman, sollevatore statunitense (Laconia, n. 1924 - Vero Beach, † 2018)

## Statistici(1)
- Joseph Kruskal, statistico e matematico statunitense (New York City, n. 1929 - † 2010)

## Stilisti(1)
- Joseph Abboud, stilista statunitense (Boston, n. 1950)

## Storici(17)
- Joseph Aschbach, storico e germanista tedesco (Francoforte sul Meno, n. 1801 - Vienna, † 1882)
- Joseph Bingham, storico britannico (Wakefield, n. 1668 - Havant, † 1723)
- Andreas Buchner, storico tedesco (Essenbach, n. 1776 - Monaco di Baviera, † 1854)
- Joseph Calmette, storico francese (Perpignano, n. 1873 - Tolosa, † 1952)
- Joseph Coleman Carter, storico e scrittore statunitense (n. 1941)
- Joe Medicine Crow, storico statunitense (Lodge Grass, n. 1913 - Billings, † 2016)
- Joseph Derenbourg, storico, orientalista e traduttore tedesco (Magonza, n. 1811 - Bad Ems, † 1895)
- Joseph Hippolyte de Santo Domingo, storico e viaggiatore francese (n. 1785 - † 1832)
- Joseph Hürbin, storico e insegnante svizzero (Zuzgen, n. 1863 - Berna, † 1912)
- Joseph Klausner, storico israeliano (Valkininkai Olkeniki, n. 1874 - Gerusalemme, † 1958)
- Allan Nevins, storico e giornalista statunitense (Camp Point, n. 1890 - San Mateo, † 1971)
- Joseph Toussaint Reinaud, storico e orientalista francese (Lambesc, n. 1795 - Parigi, † 1867)
- Giuseppe Giusto Scaligero, storico, scrittore e umanista francese (Agen, n. 1540 - Leida, † 1609)
- Joseph Burney Trapp, storico, bibliotecario e storico della letteratura neozelandese (Wellington, n. 1925 - Roma, † 2005)
- Joseph Anton Vogel, storico e letterato francese (Altkirch, n. 1756 - Loreto, † 1817)
- Joseph Vogt, storico tedesco (Schechingen, n. 1895 - Tubinga, † 1986)
- Joseph Yacoub, storico, politologo e docente siriano (Al-Hasaka, n. 1944)

## Storici dell'architettura(1)
- Joseph Rykwert, storico dell'architettura britannico (Varsavia, n. 1926 - † 2024)

## Storici della scienza(2)
- Joseph Dauben, storico della scienza statunitense (Santa Monica, n. 1944)
- Joseph Needham, storico della scienza, biochimico e sinologo britannico (Londra, n. 1900 - † 1995)

## Storici delle religioni(1)
- Joseph Eddy Fontenrose, storico delle religioni e grecista statunitense (Sutter Creek, n. 1903 - Ashland, † 1986)

## Tennisti(5)
- Joseph Charles, tennista statunitense (Boonville, n. 1868 - St. Louis, † 1950)
- Joe Cunningham, tennista statunitense (Aberdeen, n. 1867 - Temple, † 1951)
- Joe Hunt, tennista statunitense (San Francisco, n. 1919 - Daytona Beach, † 1945)
- Joseph Sirianni, ex tennista australiano (Melbourne, n. 1975)
- Joseph Wear, tennista statunitense (St. Louis, n. 1876 - Filadelfia, † 1941)

## Tenori(5)
- Joseph Karl Ambrosch, tenore e compositore ceco (Český Krumlov, n. 1759 - Berlino, † 1833)
- Joseph Calleja, tenore maltese (Attard, n. 1978)
- Joseph Legros, tenore francese (Monampteuil, n. 1739 - La Rochelle, † 1793)
- Joseph Maas, tenore inglese (Dartford, n. 1847 - Londra, † 1886)
- Joseph Schmidt, tenore e attore austro-ungarico (Dawideny, n. 1904 - Girenbad, † 1942)

## Teologi(3)
- Joseph Dan, teologo e filosofo ungherese (Budapest, n. 1935 - † 2022)
- Joseph Gibalin, teologo francese (n. 1592 - † 1671)
- Joseph Hubert Reinkens, teologo e vescovo vetero-cattolico tedesco (Aquisgrana, n. 1821 - Bonn, † 1896)

## Tiratori a segno(1)
- Joseph Baras, tiratore a segno belga

## Tiratori di fune(1)
- Joseph Dowler, tiratore di fune britannico (Rushden, n. 1879 - † 1931)

## Trombettisti(4)
- Jean-Baptiste Arban, trombettista e compositore francese (Lione, n. 1825 - Parigi, † 1889)
- Joe Gordon, trombettista statunitense (Boston, n. 1928 - Santa Monica, † 1963)
- Joe Guy, trombettista statunitense (Birmingham, n. 1920 - New York City, † 1962)
- Joe Triscari, trombettista statunitense (n. 1914 - † 1961)

## Trombonisti(2)
- Joseph Alessi, trombonista e insegnante statunitense (Detroit, n. 1959)
- Joseph Bowie, trombonista statunitense (Saint Louis, n. 1953)

## Velisti(2)
- Auguste Donny, velista francese (Béziers, n. 1851 - Yport, † 1916)
- Joe Morris, velista statunitense (Annapolis, n. 1989)

## Velocisti(8)
- Joseph Amoah, velocista ghanese (Grande Accra, n. 1997)
- Joe Brier, velocista britannico (n. 1999)
- Joe DeLoach, ex velocista statunitense (Bay City, n. 1967)
- Joseph Fahnbulleh, velocista liberiano (Hopkins, n. 2001)
- Joseph Fleming, velocista statunitense (St. Louis, n. 1883 - St. Louis, † 1960)
- Joseph Jackson, velocista francese (Maisons-Laffitte, n. 1904 - Rueil-Malmaison, † 1981)
- Oliver MacDonald, velocista statunitense (Paterson, n. 1904 - Flemington, † 1973)
- Nick Whitehead, velocista britannico (Wrexham, n. 1933 - Newport, † 2002)

## Vescovi anglicani(1)
- Joseph Hall, vescovo anglicano, poeta e scrittore britannico (Ashby-de-la-Zouch, n. 1574 - Heigham, † 1656)

## Violinisti(8)
- Joseph Böhm, violinista ungherese (Pest, n. 1795 - Vienna, † 1876)
- Joseph Fuchs, violinista statunitense (New York, n. 1899 - New York, † 1997)
- Joseph Hellmesberger, violinista, direttore d'orchestra e compositore austriaco (Vienna, n. 1828 - Vienna, † 1893)
- Joseph Joachim, violinista, direttore d'orchestra e compositore ungherese (Köpcsény, n. 1831 - Berlino, † 1907)
- Joseph Kreutzer, violinista e compositore tedesco (Aquisgrana, n. 1790 - Düsseldorf, † 1840)
- Joseph Lambert Massart, violinista belga (Liegi, n. 1811 - Parigi, † 1892)
- Joseph Silverstein, violinista, docente e direttore d'orchestra statunitense (Detroit, n. 1932 - Boston, † 2015)
- Joseph Szigeti, violinista ungherese (Budapest, n. 1892 - Lucerna, † 1973)

## Wrestler(16)
- Road Warrior Animal, wrestler statunitense (Filadelfia, n. 1960 - Osage Beach, † 2020)
- Bob Armstrong, wrestler statunitense (Marietta, n. 1939 - Pensacola, † 2020)
- Curtis Axel, wrestler statunitense (Champlin, n. 1979)
- Joseph Cabibbo, wrestler siriano (Damasco, n. 1974)
- Joe Coffey, wrestler britannico (Glasgow, n. 1988)
- Tony D'Angelo, wrestler statunitense (Oak Park, n. 1995)
- Joe Gacy, wrestler statunitense (Franklinville, n. 1987)
- Jody Hamilton, wrestler statunitense (Saint Joseph, n. 1938 - Griffin, † 2021)
- Joey Janela, wrestler statunitense (Hazlet, n. 1989)
- Toots Mondt, wrestler statunitense (Garden Grove, n. 1894 - Saint Louis, † 1976)
- Juice Robinson, wrestler statunitense (Joliet, n. 1989)
- Erick Rowan, wrestler statunitense (Minneapolis, n. 1981)
- Joey Ryan, ex wrestler statunitense (Los Angeles, n. 1979)
- Solo Sikoa, wrestler statunitense (Sacramento, n. 1993)
- Jay Strongbow, wrestler statunitense (Nutley, n. 1928 - Griffin, † 2012)
- Maurice Vachon, wrestler e lottatore canadese (Montréal, n. 1929 - Omaha, † 2013)

## Youtuber(1)
- Joe Sugg, youtuber, blogger e autore televisivo britannico (Lacock, n. 1991)

## Zoologi(3)
- Joseph Gobanz, zoologo, geologo e geografo austriaco (Eisenkappel, n. 1831 - Klagenfurt, † 1899)
- Joseph Charles Hippolyte Crosse, zoologo francese (Parigi, n. 1826 - † 1898)
- Joseph Huet, zoologo francese (Parigi, n. 1827 - La Vacherie, † 1903)

## Senza attività specificata(20)
- Joseph Alvinczy von Berberek, feldmaresciallo austriaco (Berberek, n. 1735 - Budapest, † 1810)
- Joseph Bell, marittimo britannico (Maryport, n. 1861 - Oceano Atlantico, † 1912)
- Joseph Boxhall, marittimo britannico (Kingston upon Hull, n. 1884 - Christchurch, † 1967)
- Joseph Chatoyer, sanvincentino († 1795)
- Joseph Cinque, sierraleonese (Mani - Komende)
- Ike Clanton, pistolero statunitense (Contea di Callaway, n. 1847 - Springerville, † 1887)
- Félix Garrigou, idrologo e medico francese (Tarascon-sur-Ariège, n. 1835 - Tarascon-sur-Ariège, † 1920)
- Joe Girard, statunitense (Detroit, n. 1928 - Grosse Pointe Shores, † 2019)
- Joseph Jacobs, australiano (Sydney, n. 1854 - Yonkers, † 1916)
- Joseph Boniface de La Môle, francese (Marsiglia, n. 1530 - Parigi, † 1574)
- Joe Letteri, effettista e animatore statunitense (Aliquippa, n. 1957)
- Joe McDonnell, allenatore di rugby a 15 e ex rugbista a 15 neozelandese (Hastings, n. 1973)
- Joseph McMillan Johnson, effettista statunitense (Los Angeles, n. 1912 - Honaunau-Napoopoo, † 1990)
- Joseph Meister, francese (Parigi, n. 1876 - Parigi, † 1940)
- Joseph Merrick, inglese (Leicester, n. 1862 - Londra, † 1890)
- Joseph Monier, francese (Saint-Quentin-la-Poterie, n. 1823 - Parigi, † 1906)
- Joseph M. Palmaccio, tecnico del suono statunitense (Brentwood, n. 1965 - Nashville, † 2021)
- Joe Pistone, ex agente segreto e scrittore statunitense (Erie, n. 1939)
- Joe Rollino, strongman, sollevatore e pugile statunitense (New York, n. 1905 - New York, † 2010)
- Joseph Schleifstein, superstite dell'Olocausto polacco (Sandomierz, n. 1941)